# Marina imperiale giapponese
La Marina imperiale giapponese (kyūjitai: 大日本帝國海軍?, shinjitai: 大日本帝国海軍?, rōmaji: ?, Dai-Nippon Teikoku Kaigun, , o 日本海軍?, Nippon Kaigun, lett. "Marina dell'impero del Grande Giappone") fu l'apparato militare navale dell'Impero giapponese dal 1869 fino al 1947, quando venne disciolta formalmente in seguito alla rinuncia del Giappone all'uso della forza come mezzo per la risoluzione di dispute internazionali.
Negli anni venti fu la terza più grande marina militare del mondo dopo la statunitense U.S. Navy e la britannica Royal Navy. A causa della natura insulare del Giappone, fu anche la più importante e significativa arma delle sue forze militari, tenendo anche presente che l'aviazione non esisteva come forza armata indipendente, ma esercito e marina avevano ognuno una propria aviazione; la sua importanza derivava dal fatto che dal mare doveva necessariamente provenire ogni offesa al territorio nazionale, così come ogni materia prima per l'industria considerata la scarsità di risorse naturali sul territorio; anche dal punto di vista alimentare il Giappone dipende dal mare e la pesca è una risorsa importante che la marina ha dovuto sempre tutelare.
Le origini della Marina imperiale giapponese risalgono alle prime interazioni con le nazioni del continente asiatico a partire dall'inizio del periodo feudale fino a raggiungere un picco di attività tra il XVI e il XVII secolo, in un'epoca di scambi culturali con le potenze europee. Nel 1854, dopo due secoli di stagnazione in seguito al periodo di isolazionismo imposto dagli shōgun del periodo Edo, la marina giapponese era relativamente arretrata quando il paese venne forzatamente aperto al commercio dall'intervento statunitense. Questo condusse infine al rinnovamento Meiji, un periodo frenetico di modernizzazione e industrializzazione accompagnato dalla reintegrazione del potere centrale dell'imperatore del Giappone dopo decenni di decentramento a favore degli shōgun. Dopo una serie di successi, in alcuni casi contro nemici molto più potenti, come nella prima guerra sino-giapponese (1894-1895) e nella guerra russo-giapponese (1904-1905), la Marina imperiale giapponese fu quasi completamente annientata al termine della seconda guerra mondiale.
Dal termine della guerra le sue funzioni sono assolte dalla Forza marittima di autodifesa giapponese.

## Origini

### La marina come mezzo di trasporto e rifornimento

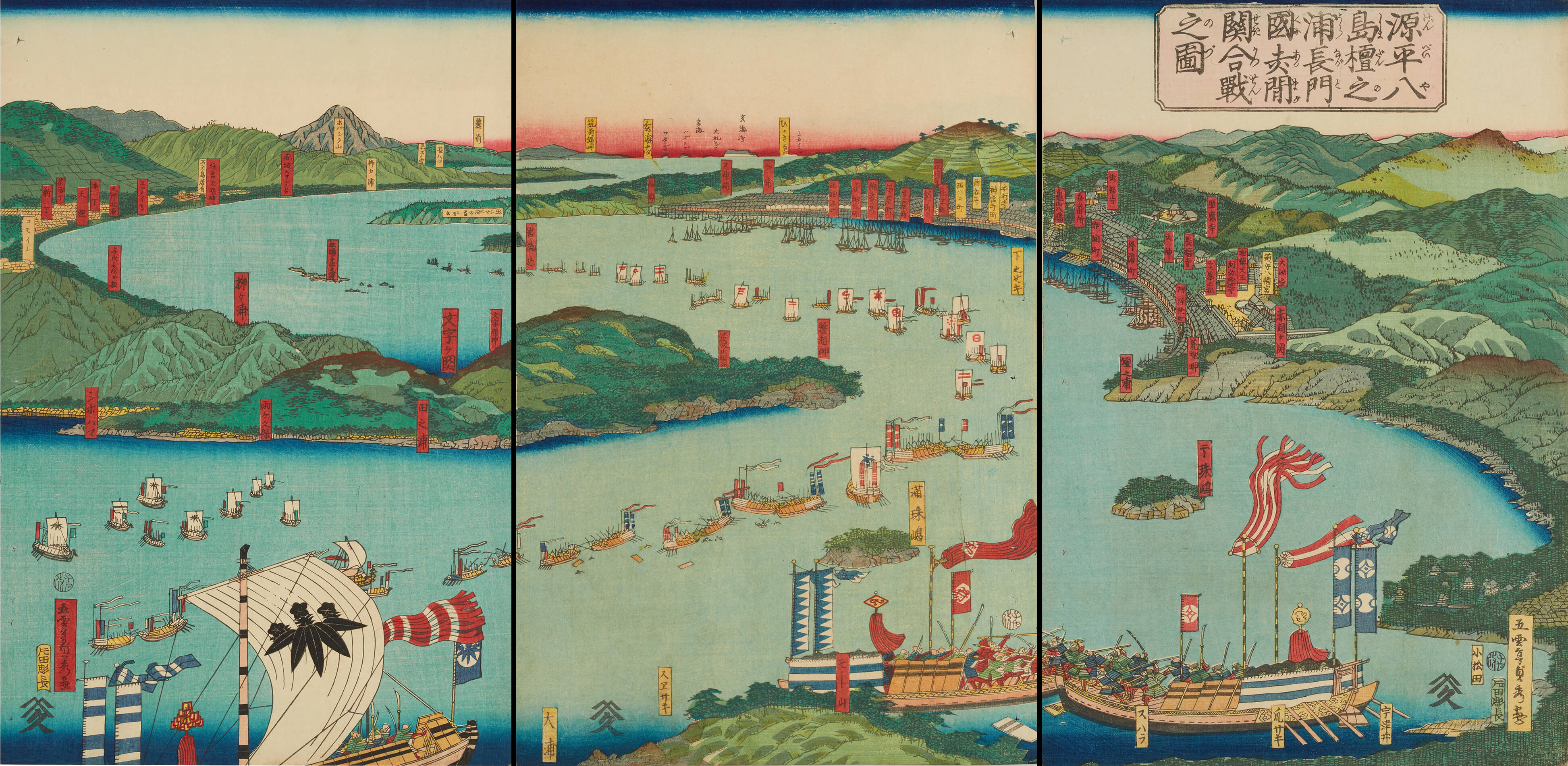
La battaglia di Dan-no-ura, 1185

Il Giappone ha alle spalle una lunga storia di rapporti navali col continente asiatico, che iniziano dai primi trasporti di truppe tra Corea e Giappone, all'inizio del periodo Kofun, nel III secolo. Un episodio saliente dei rapporti tra Giappone e Corea fu la battaglia di Baekgang del 663, nel periodo Yamato, durante la quale il regno coreano Silla alleato della dinastia cinese Tang sconfisse pesantemente l'altro regno Baekje e i suoi alleati giapponesi, ponendo fine all'influenza nipponica sulla Corea fino al XVI secolo. La marina fu vista dalla casta militare nipponica come un mezzo di trasporto o di combattimento individuale alla ricerca di gloria, piuttosto che come uno strumento di potere e controllo del mare; nessuna strategia o tattica di combattimento venne sviluppata, al contrario della guerra terrestre, vista come l'unico approccio possibile per affrontare una guerra offensiva o difensiva. La sconfitta di Baekgang, costata alla marina nipponica 400 navi sulle 1 000 schierate, fu causata prevalentemente dal fuoco appiccato dagli arcieri coreani e dalle tattiche di combattimento di gruppo, con manovre a tenaglia e l'uso di formazioni serrate contro le spesso isolate navi nipponiche; per l'occasione la flotta coreana contava circa 170 navi, anche se più robuste e meglio armate.
Successivamente ai tentativi di Kublai Khan di invadere il Giappone del 1281, lungo le coste dell'Impero cinese divennero molto attivi i pirati giapponesi Wakō. Durante i tentativi di invasione mongola comunque l'opzione di attaccare in mare gli invasori non venne presa in considerazione, lasciando alle forze di terra coadiuvate da opere fortificate il compito di respingere la minaccia; gli attacchi in mare furono piuttosto iniziative individuali e le stesse unità navali operavano sotto il comando indipendente delle province e non rispondevano a un comando unificato.

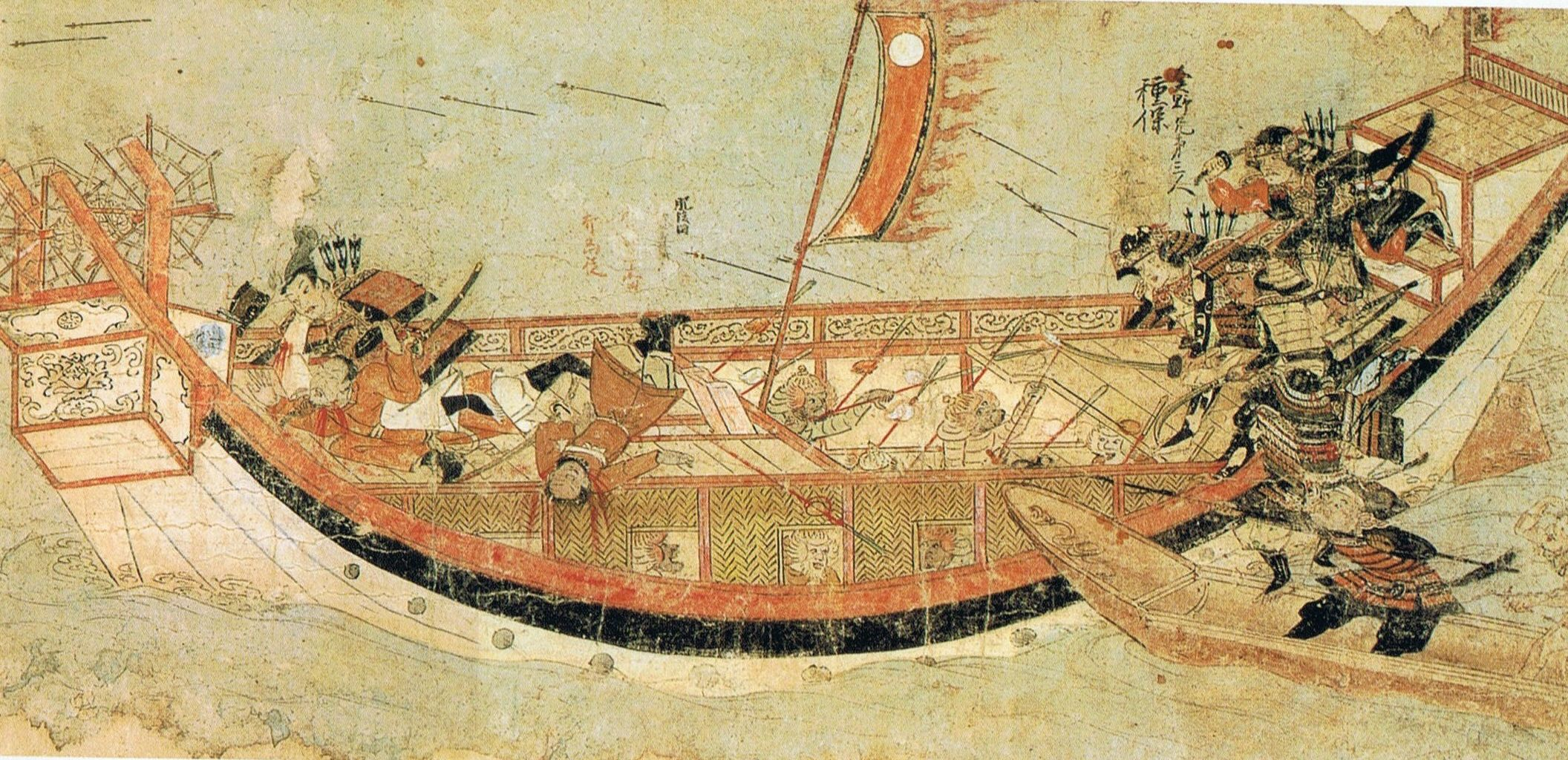
Samurai giapponesi abbordano delle navi mongole nel 1281

Il Giappone intraprese un grande sforzo costruttivo navale nel XVI secolo, durante l'epoca Sengoku, quando i signori feudali in lotta per la supremazia organizzarono vaste marine militari costiere composte da centinaia di navi. Pare che in questo periodo, nel 1576, potrebbero essere state costruite le prime navi da guerra "corazzate" della storia, quando il daimyō Oda Nobunaga fece costruire sei Atakebune, grossi vascelli descritti come tessen ("navi di ferro"): chiamate anche Tekkōsen (鉄甲船? letteralmente "navi corazzate in ferro"), erano chiatte armate con cannoni e fucili di grande calibro per sconfiggere i più grandi, ma non corazzati, vascelli usati dal nemico. Nelle fonti occidentali le prime navi corazzate giapponesi sono descritte in The Christian Century in Japan 1549-1650, che cita il resoconto del viaggio in Giappone del padre gesuita italiano Gnecchi Soldi Organtino nel 1578, o anche in A History of Japan, 1334-1615. Queste erano però considerate più come fortezze galleggianti e furono usate solo in azioni costiere; con esse nel 1578 Nobunaga sconfisse la marina del Clan Mōri alla bocca del fiume Kizu a Osaka, durante un'operazione di blocco navale. Le navi corazzate di Nobunaga precedettero di qualche anno la costruzione delle navi tartaruga (o Geobukson) coreane, inventate dall'ammiraglio Yi Sun Sin e documentate per la prima volta nel 1592: le placche in ferro dei vascelli coreani formavano una sorta di copertura superiore, atta a impedire intrusioni e abbordaggi, ma le murate non avevano simili protezioni.
Durante tutta questa fase, i compiti della marina furono comunque il trasporto, il pattugliamento costiero e la raccolta di informazioni, quest'ultimo un ruolo poco enfatizzato ma ben presente e perfettamente assolvibile con il naviglio leggero a disposizione; il compito di combattere in modo organizzato altre forze navali o di proteggere le rotte di comunicazione non fu mai in questa fase una priorità o un oggetto di interesse.

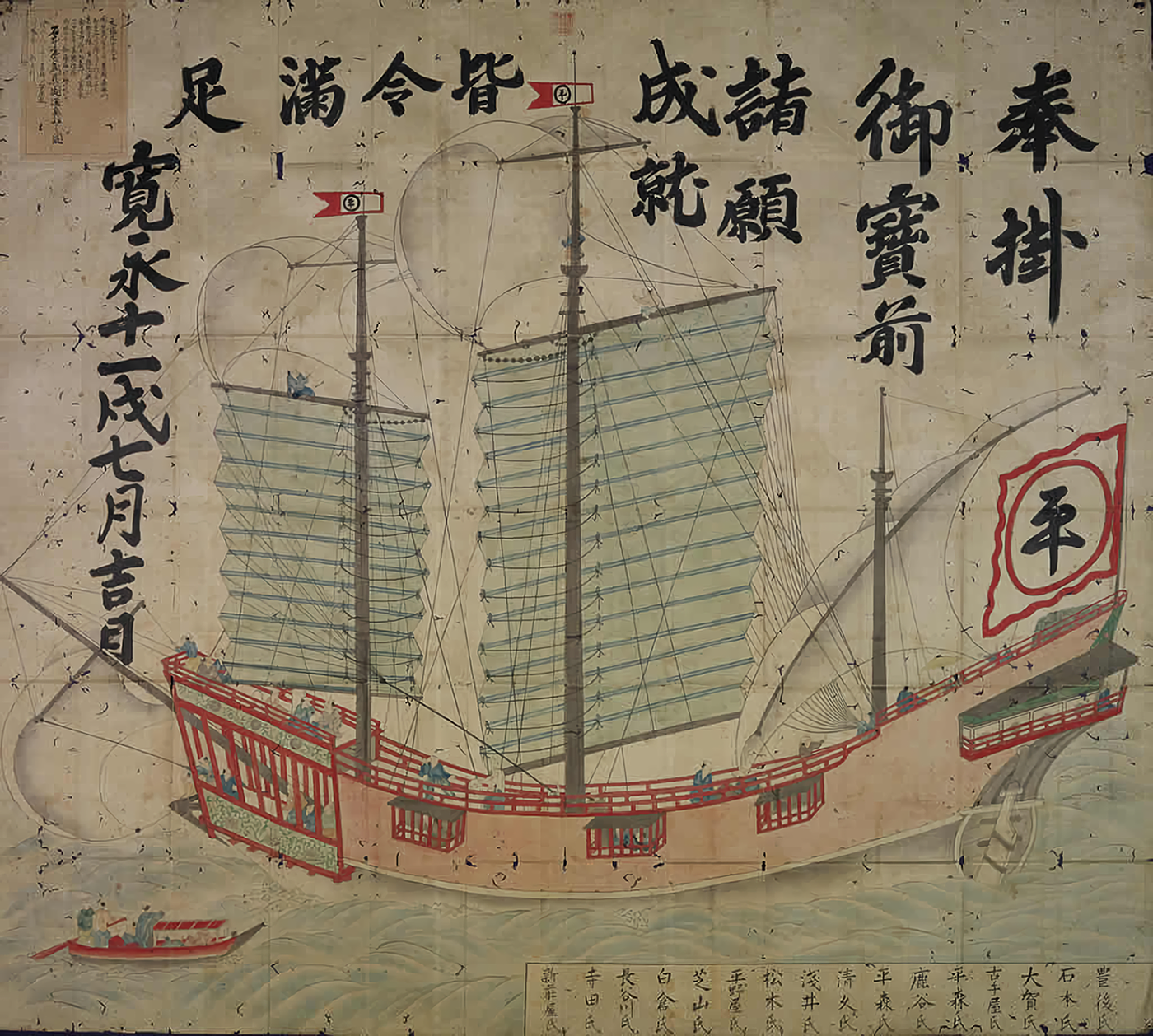
Una nave shuinsen del 1634, che combinava tecnologie navali orientali e occidentali

Nel corso dell'invasione giapponese della Corea articolata in diverse successive campagne (1592-1598), Toyotomi Hideyoshi organizzò una flotta di circa 700 navi e 9 200 marinai per il trasporto e il supporto di una forza terrestre di circa 160 000 uomini. Anche in questo caso la marina venne vista solo come un supporto alla guerra terrestre e non come uno strumento di controllo del mare, e lo sbarco iniziale riuscì solo per la mancanza di opposizione a terra; fu dunque accentuato il ruolo appoggio alle operazioni terrestri della flotta, fino a che le navi da trasporto furono attaccate dalla potente marina della dinastia Joseon: i combattimenti navali venivano gestiti con tattiche mutuate dalle operazioni terrestri, con fuoco concentrato delle armi negli scontri individuali ma senza cooperazione tra le navi. L'ammiraglio Yi Sun Sin sconfisse più volte la marina giapponese utilizzando le navi tartaruga, fino alla sua morte avvenuta nella vittoriosa battaglia di Noryang. L'unica parentesi di successo giapponese fu nella seconda campagna, che vide la marina nipponica distruggere circa 160 navi coreane negli scontri di Geojedo e Chilcheollyang, in un momento nel quale l'ammiraglio Yi era caduto in disgrazia. Dopo aver riorganizzato la marina, il Giappone vinse una battaglia contro l'ammiraglio coreano Won Kyun e diversi scontri minori contro gli ammiragli Yi Eok Ki e Choi Ho della flotta cinese dei Ming; la rotta tra il Giappone e la costa meridionale della Corea venne protetta dall'attività della marina per tutta la campagna, permettendo la circolazione di uomini e rifornimenti e ostacolando quella avversaria, conseguendo l'obbiettivo strategico di supportare la campagna terrestre nonostante le forti perdite negli scontri precedenti; le strategie fallimentari negli scontri navali, mutuate da quelle terrestri, determinarono comunque la sconfitta finale nella campagna, appunto nella battaglia di Noryang, a dimostrazione dell'errato utilizzo della flotta in combattimento e della totale mancanza di coordinamento nelle operazioni.
Il Giappone costruì le sue prime grandi navi oceaniche all'inizio del XVII secolo, in seguito all'apertura delle relazioni con l'Occidente. Nel 1613 il daimyō di Sendai, d'accordo con il bakufu dello shogunato Tokugawa, costruì la Date Maru, una nave simile a un galeone da 500 tonnellate che trasportò l'ambasciata giapponese di Hasekura Tsunenaga nelle Americhe e successivamente in Europa. A partire dal 1604 il bakufu commissionò circa 350 navi shuinsen, solitamente armate e dotate anche di tecnologie occidentali, destinate principalmente al commercio con il Sud-est asiatico; la marina dello shogunato aveva già inflitto una sconfitta alle forze di Toyotomi nella battaglia di Osaka del 1614. Sebbene lo shogunato nel periodo Edo avesse imposto ai daimyō di non costruire navi oltre una certa dimensione, riservando questa prerogativa alla sola marina imperiale, questa non ebbe mai dimensioni imponenti e anche la Atakemaru, orgoglio della flotta e costruita nel 1630, venne superata e infine demolita nel 1682. Da allora rimasero a disposizione solo le navi di minore tonnellaggio, dette sekibune (unità di dimensione pari a 500 koku, con un koku pari a circa 180 litri) e kobaya (piccole imbarcazioni).

### L'isolazionismo
A partire dal 1640 il governo giapponese decise di seguire una politica di isolazionismo (Sakoku) vietando ogni contatto con gli occidentali, sradicando il cristianesimo e punendo con la morte la costruzione di navi oceaniche. Nel 1639 lo shogunato proibì altresì le visite alle navi portoghesi e i daimyō della costa vennero incaricati della sorveglianza costiera, particolarmente nell'isola di Kyūshū; due diversi tipi di stazioni costiere, urabansho e tōmibansho, vennero ideati e realizzati rispettivamente nel luglio 1639 e giugno 1640. Frattanto, nel maggio 1640 una missione portoghese inviata per chiedere la riapertura dei contatti e dei commerci subì un brutale trattamento: circa sessanta rappresentanti vennero messi a morte e solo i non cristiani vennero risparmiati. Tuttavia, temendo una probabile rappresaglia portoghese, le difese del grande porto commerciale di Nagasaki furono rafforzate e la loro efficacia venne provata nel 1647, quando due galeoni portoghesi, venuti in visita al porto con il solo intento di ristabilire relazioni commerciali, furono circondanti da circa 1 000 navi giapponesi e obbligati ad andarsene: lo shogunato Tokugawa dimostrò così un'effettiva capacità di controllo del mare attraverso una marina di tipo costiero. Questa capacità però decadde rapidamente e nel 1808 (durante le guerre napoleoniche) una nave inglese, la HMS Phaeton, entrò sotto falsa bandiera olandese nella baia di Nagasaki: l'equipaggio catturò tutti gli olandesi che si erano avvicinati per festeggiare i presunti compatrioti e poi impose un rifornimento alla nave, senza che le difese locali potessero impedirlo.
Lo studio delle tecniche occidentali di ingegneria navale riprese negli anni quaranta del XIX secolo e si intensificò insieme all'aumento di spedizioni occidentali lungo la costa del Giappone, dovuto al commercio con la Cina e alla crescente pratica della caccia alla balena. Nel 1852 il bakufu, temendo ulteriori incursioni straniere e avendo avuto notizia della prossima visita di una forza navale statunitense, iniziò a costruire la prima nave da guerra giapponese in stile occidentale dall'epoca dell'isolazionismo, la Shohei Maru.
Nel 1853 e 1854, con una prova di forza delle nuove navi da guerra a vapore statunitensi, il commodoro Matthew Perry ottenne l'apertura del paese al commercio internazionale con la convenzione di Kanagawa. Nella prima visita, Perry si presentò con quattro fregate delle quali due a vapore e altre due navi (Lexington, Vandalia, Macedonian, Susquehanna, Powhatan e Mississippi), che lasciarono impressionati i giapponesi per il loro colore nero e per l'impossibilità di controbatterle: il commodoro poté ancorarsi nella baia di Edo (attuale Tokyo) e obbligò i rappresentanti nipponici, che tentarono invano di dirottarlo verso Nagasaki, ad accettare una lettera di richieste da parte dell'allora presidente Millard Fillmore, con la promessa che sarebbe tornato l'anno seguente per la risposta. In effetti esistevano anche molte spinte interne verso la fine dell'isolazionismo e comunque non era obiettivo dello shogunato l'interdizione dei commerci, bensì solo la limitazione delle influenze esterne sulla società giapponese: pertanto il 31 marzo 1854 fu firmata la convenzione di Kanagawa, cui nel 1858 seguì il trattato di amicizia e commercio nippo-americano che permise l'insediamento di concessioni straniere, concesse l'extraterritorialità agli stranieri e impose tasse di importazioni minime sui beni provenienti dall'estero.

### Il tentativo di costruire una forza navale d'altura

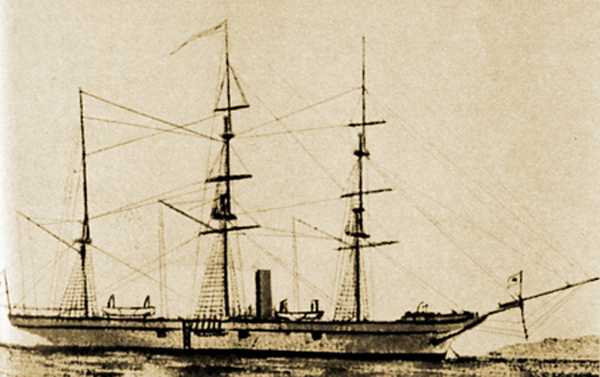
La Kanrin Maru, la prima nave giapponese da guerra a vapore con propulsione a elica (1855)

Non appena il Giappone fu costretto aprirsi alle influenze estere, il governo Tokugawa iniziò una politica attiva di assimilazione delle tecniche navali occidentali: fu avviata la creazione di infrastrutture che permise la costruzione di una forza navale e di centri d'addestramento per gli equipaggi a Nagasaki nel 1855 (chiuso nel 1859), Tsukiji (Edo) nel 1857 e Kōbe nel 1863 (chiuso nel 1865). Nel 1855, con l'assistenza olandese, la Marina giapponese acquisì la sua prima nave da guerra a vapore, la Kankō Maru, che venne usata come nave scuola presso il nuovo centro di addestramento navale di Nagasaki; nel 1857 entrò poi in possesso della sua prima nave da guerra a vapore con propulsione a elica, la Kanrin Maru. Nel 1865 l'ingegnere navale francese Léonce Verny venne assunto per costruire i primi cantieri navali moderni giapponesi a Yokosuka e Nagasaki, nonché acciaierie a Yokosuka e Yokohama; a Nagasaki, nel frattempo, era stata impostata nel 1860 la nave da guerra a vapore con scafo in legno Chiyogadata. L'addestramento degli equipaggi rimase tuttavia affidato a istruttori stranieri e anche la produzione di navi di grosso tonnellaggio veniva affidata a cantieri occidentali. Negli anni 1867-68 una missione navale britannica, guidata dal capitano Richard E. Tracey, collaborò alla formazione della marina imperiale e all'avviamento della Scuola Navale di Tsukiji. Per diversi anni vennero inviati studenti presso scuole navali occidentali, iniziando una tradizione di dirigenti con un'educazione straniera come gli ammiragli Tōgō Heihachirō e più tardi Isoroku Yamamoto.
Nel 1867 lo shogunato acquistò la prima nave corazzata oceanica, la Kotetsu, costruita in Francia per la marina degli Stati Confederati d'America, ma mai entrata in azione a causa della fine della guerra civile americana e infine acquisita dalla marina statunitense. La nave fu acquistata dallo Shogun nel 1867 e arrivò in un porto giapponese sotto bandiera nipponica nell'aprile 1868 ma, essendo in corso la guerra Boshin tra lo shogunato determinato a frenare la penetrazione occidentale e le forze dell'imperatore Meiji deciso invece a un'apertura totale, l'equipaggio ebbe ordine dal Ministro residente Robert Van Valkenburg di issare di nuovo la bandiera statunitense fino al termine delle ostilità.
Prima della fine del suo secolare governo, tuttavia, lo shogunato Tokugawa immise in servizio otto navi da guerra a vapore in stile occidentale, al comando dell'ammiraglia Kaiyo Maru. Adoperata durante la guerra, nel 1869 la marina shogunale affrontò gli avversari nella battaglia navale di Hakodate, la prima battaglia navale moderna su larga scala combattuta in Giappone, durante la quale la Kōtetsu ceduta dagli Stati Uniti alle forze imperiali dopo la battaglia di Aizu giocò un ruolo importante. Al termine dello scontro il conflitto ebbe termine con la definitiva restaurazione del potere imperiale.

## La creazione della Marina imperiale giapponese (1869)

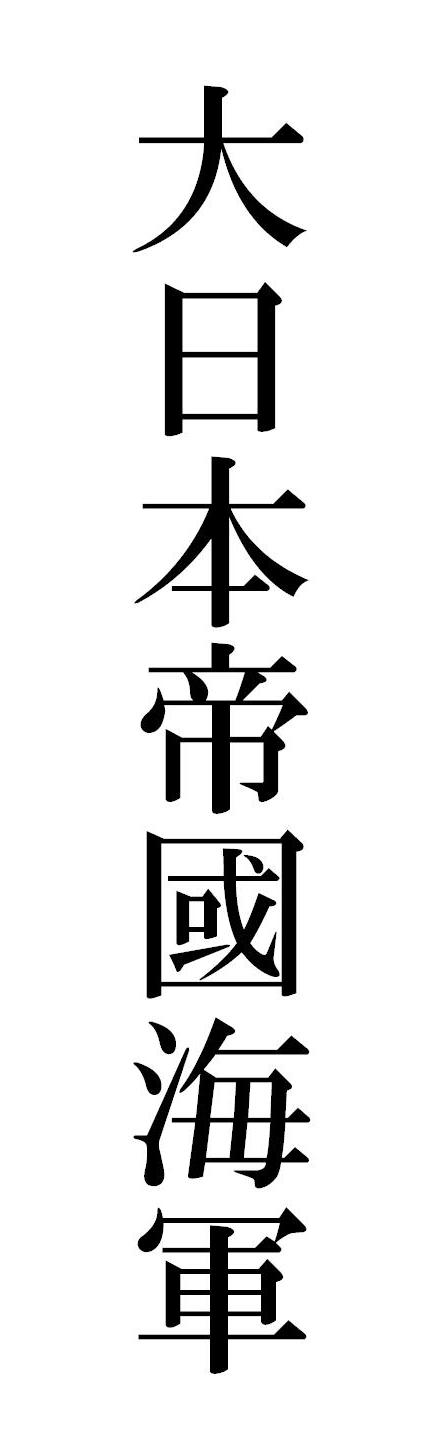
Kanji stante per "Marina imperiale giapponese"

A partire dal 1868 l'imperatore Meiji si era prodigato nell'emanare riforme per industrializzare e militarizzare il Giappone, allo scopo di impedirne la sopraffazione da parte delle potenze occidentali. Il 17 gennaio 1868 fu istituito il Ministero degli Affari Militari (兵部省?, Hyōbushō), conosciuto anche come Ministero Esercito-Marina e che ebbe quali primi segretari Iwakura Tomomi, Tadayoshi Shimazu e il principe Yoshiakira Komatsu. Il 26 marzo venne tenuta la prima rivista navale in Giappone (nella baia di Osaka), a cui parteciparono sei navi dalle marine private dei domini di Chōshū, Saga, Satsuma, Kurume, Kumamoto e Hiroshima, per un tonnellaggio complessivo di 2 252 tonnellate, inferiore a quello dell'unico vascello straniero partecipante (la Dupleix della Marina militare francese).
Nel giugno 1869, alla fine della guerra Boshin, le marine private dei domini vennero abolite e le loro undici unità furono aggregate ai sette vascelli sopravvissuti della defunta marina Tokugawa, formando il nucleo della nuova Marina imperiale giapponese: essa fu formalmente istituita nel luglio 1869. Inizialmente gestiti in comune, marina ed esercito dal 1872 ebbero ciascuno un proprio organo direttivo supremo con la creazione di un Ministero dell'esercito (陸軍省?, Rikugunshō) e un Ministero della marina (海軍省?, Kaigunshō). Dall'ottobre 1873 fino al 1878 il ministro della marina fu Kaishū Katsu.

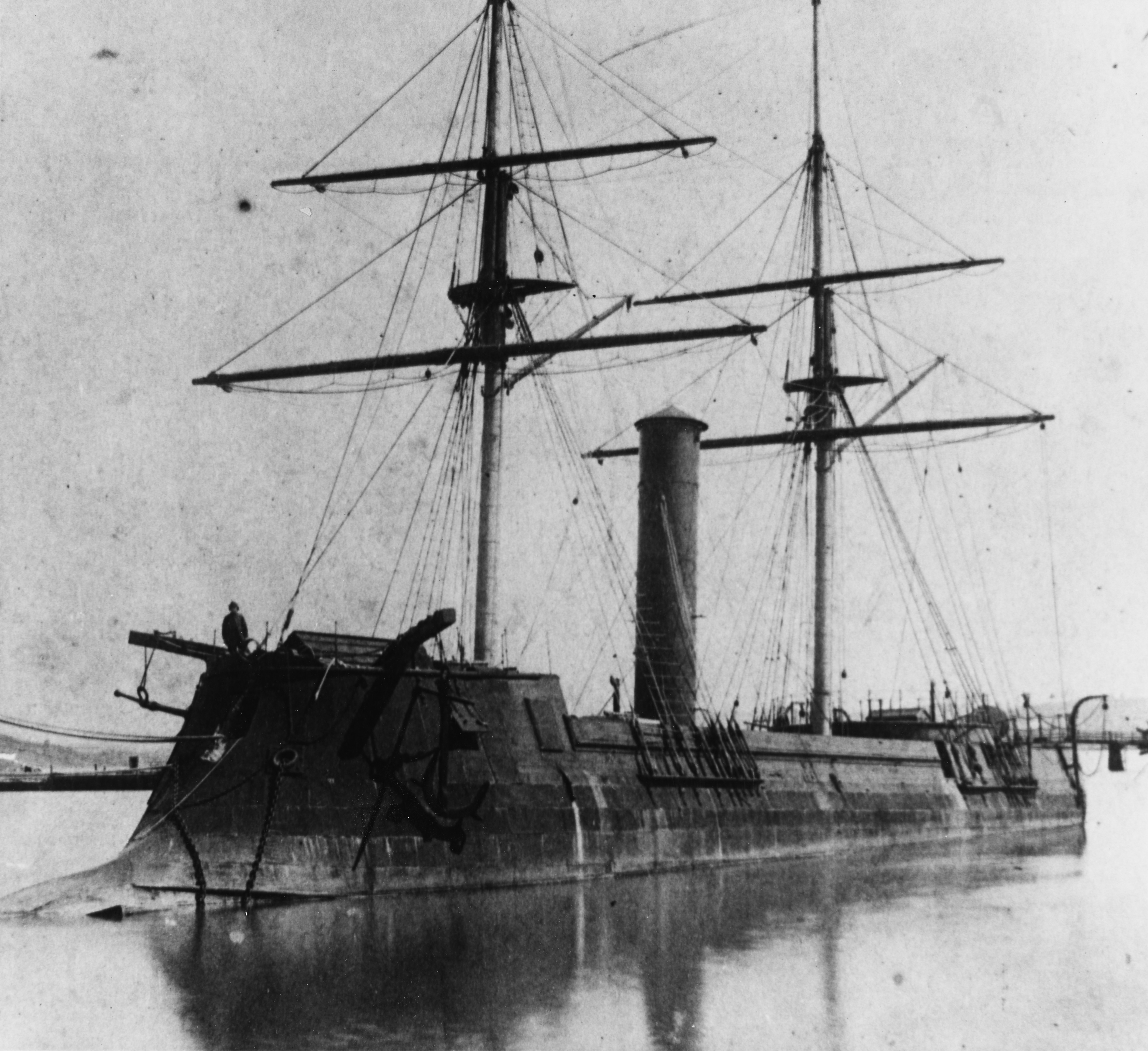
La Kotetsu, prima moderna nave corazzata giapponese, 1869

Inizialmente il nuovo governo considerò fondamentale la potenza marittima e il 4 maggio 1870 il Ministero degli affari militari sottopose al Consiglio di Stato (Dajō-kan) una serie di pareri, strutturati in tre parti, nelle quali si poteva riscontrare la base per la creazione di una forza navale di altura, avente il compito primario di difesa marittima del paese da attacchi esterni e che avrebbe richiesto la creazione di una marina di 200 navi organizzate in dieci flotte. All'epoca però la marina giapponese poteva contare solo su sette navi da guerra e otto da trasporto e il progetto venne abbandonato. La nuova marina era sostanzialmente una collezione eterogenea di vascelli non in grado di operare insieme come una flotta, con equipaggi inesperti e, a causa del lungo periodo di isolamento internazionale del Giappone, privi di una salda tradizione marinara; difettavano inoltre della preparazione tecnica indispensabile a gestire le navi moderne. Per creare un moderno corpo di ufficiali venne creata nel 1869 un'accademia navale sul modello di quelle occidentali, nel quartiere di Tsukiji a Tokyo, che fin dal 1871 accettò studenti da tutto il Giappone, promossi sulla base del merito: a differenza dell'esercito, la marina non utilizzò l'atto di coscrizione del 1873 e cercò invece di reclutare volontari. Il risultato di queste politiche fu, secondo lo storico Arthur Marder, «ufficiali di competenza professionale indiscutibile, coraggio fanatico e straordinario élan».
La necessità di concentrarsi sulle turbolenze interne, specialmente la ribellione di Satsuma del 1877, e la presa di coscienza della debolezza militare del Giappone a confronto delle potenze occidentali, forzarono il governo a concentrarsi sulla guerra terrestre. La politica navale espressa dallo slogan Shusei Kokubō (守勢国防? "difesa statica") si concentrò sulla protezione delle coste, un esercito permanente, una marina costiera e condusse a un'organizzazione militare che dava la prevalenza all'esercito secondo il principio del Rikushu Kaijū (陸主海従? "prima l'esercito, poi la marina"). A quel punto, i possibili nemici del Giappone erano la Cina della dinastia Qing e ancora una volta la Corea.
Nel corso degli anni i compiti della marina divennero più ampi. In occasione della guerra franco-prussiana fu effettuata per la prima volta la suddivisione della flotta in squadre (shōkantai), con compiti istituzionali distinti come il pattugliamento di specifiche zone costiere e porti. Nel 1893, scoppiati i tumulti che nelle isole Hawaii portarono alla caduta della monarchia e all'aumento dell'influenza statunitense, la nave corazzata Kongo (proveniente da Yokosuka) e l'incrociatore Naniwa (in visita a San Francisco) vennero inviate a Honolulu per proteggere cittadini e interessi giapponesi.

### Sostegno britannico

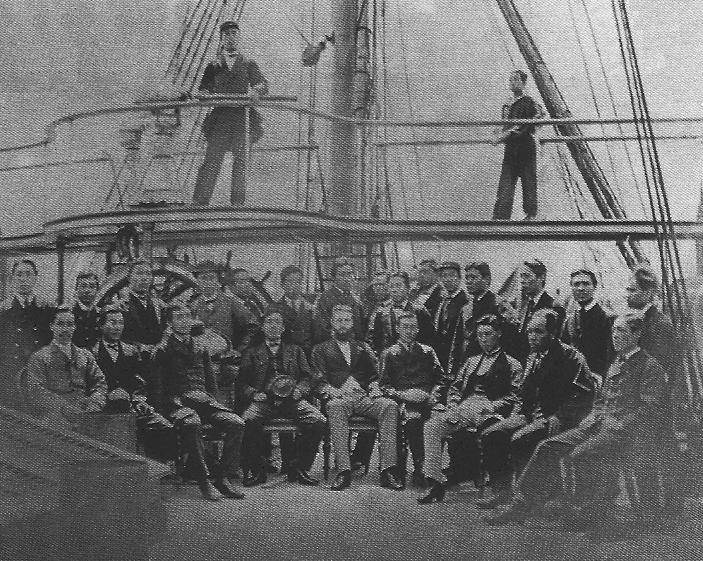
Allievi artiglieri sulla Ryujo, insieme al loro istruttore inglese, il tenente Horse, all'inizio del 1871

Durante gli anni settanta e ottanta del XIX secolo la Marina imperiale giapponese rimase essenzialmente una forza di difesa costiera, sebbene il governo Meiji continuasse il processo di modernizzazione: la nave corazzata Ryujo, nota anche come Jho Sho Maru e progettata da Thomas Glover, fu varata ad Aberdeen in Scozia il 27 marzo 1869. Nel 1870 un decreto imperiale stabilì che la Royal Navy e non la Marina olandese sarebbe stato il modello per lo sviluppo.
Dal settembre 1870 il tenente Horse, in precedenza un istruttore di tiro per la prefettura di Saga durante il periodo Bakumatsu, fu incaricato di addestrare gli artiglieri a bordo del Ryujo. Nel 1871 il ministero decise di inviare sedici cadetti all'estero per studiare le scienze nautiche (quattordici in Gran Bretagna, due negli Stati Uniti) e tra questi vi era Tōgō Heihachirō; a sua volta, una delegazione navale britannica composta da trentaquattro membri e diretta dal capitano di vascello Archibald Lucius Douglas si recò in visita in Giappone nel 1873 e vi rimase per due anni. In seguito, il capitano L.P. Willan fu chiamato nel 1879 come istruttore per i cadetti navali.

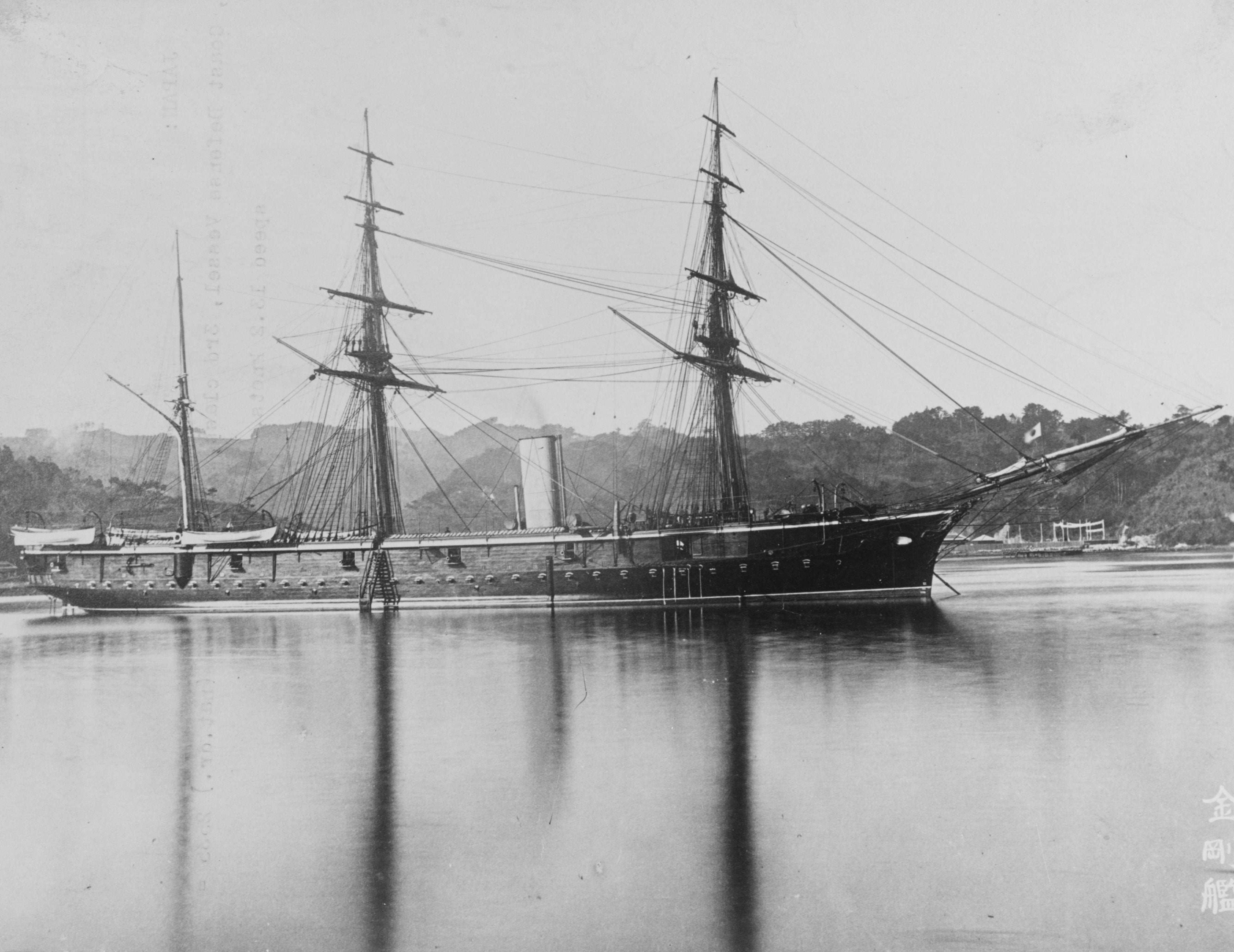
La corvetta protetta Kongo

In quegli stessi anni i cantieri navali britannici si fecero carico delle commissioni nipponiche di naviglio da guerra, costruendo specificatamente per la Marina imperiale giapponese unità come le navi corazzate Fusō, Kongo e Hiei. In questo stesso periodo emersero anche aziende private giapponesi di costruzioni navali come la Ishikawajima e la Kawasaki.
Nel 1883 furono ordinati due grandi incrociatori protetti ai cantieri navali britannici, il Naniwa e il Takachiho da 3 709 tonnellate e una velocità di 18,5 nodi (34 km/h); il ponte era protetto da una corazza spessa da 51 a 76 mm ed erano armati con due cannoni Krupp da 260 mm: l'ingegnere navale Sasō Sachū li progettò basandosi sulla classe Elswick di incrociatori protetti, ma con prestazioni migliorate. Il continuo potenziamento militare del Giappone allarmò l'Impero cinese ed ebbe inizio una corsa agli armamenti: la marina cinese ordinò e comprò due navi da battaglia pre-dreadnought tedesche da 7 453 tonnellate, la Dingyuan e la Zhenyuan varate dalla Stettiner Maschinenbau AG Vulcan, e un notevole numero di cannoniere; il Giappone, non essendo in grado di tenere testa alla flotta cinese con due soli moderni incrociatori, ricorse quindi all'assistenza francese per costruire una flotta moderna che potesse prevalere nel conflitto che si stava annunciando come inevitabile.

### Influenza dellaJeune Écolefrancese (anni 1880)
Negli anni ottanta del XIX secolo la Francia maturò una crescente influenza sulla marina giapponese grazie alla dottrina militare della Jeune École ("Giovane scuola") che sosteneva l'uso di piccole, veloci navi da guerra (specialmente incrociatori e torpediniere) contro unità navali più grandi, idea particolarmente attrattiva per una marina giovane come quella giapponese a causa dei minori costi richiesti per la costituzione di una simile flotta.
Nel 1882 il governo Meiji emise il primo piano di espansione navale che prevedeva la costruzione di quarantotto navi da guerra nel corso di otto anni, di cui ventidue torpediniere e le rimanenti incrociatori per un costo di 26 670 000 yen; inoltre erano previsti fondi per la costruzione di cantieri e industrie associate alla costruzioni di navi da guerra e per l'addestramento di tecnici e ufficiali. I successi navali della marina francese contro la Cina nella guerra franco-cinese del 1883-1885 parvero validare il potenziale delle torpediniere.
Nel 1885 il nuovo slogan della Marina divenne Kaikoku Nippon (海国日本? letteralmente "Giappone marittimo") a significare l'obiettivo di incrementare la forza navale e costituire una moderna marina mercantile per aumentare la propria importanza nel Pacifico. Nel 1886 il principale ingegnere navale francese Louis-Émile Bertin fu assunto per un periodo di due anni (poi estesi a tre) per rinforzare la marina giapponese e dirigere la costruzione degli arsenali di Kure e Sasebo; Bertin sviluppò la classe Matsushima di incrociatori protetti, composta da tre unità armate con un singolo cannone principale, il Canet da 320 mm lungo 38 calibri, e complessivamente supervisionò la costruzione di più di venti unità, che aiutarono la costituzione della prima vera forza navale moderna nipponica e permisero al Giappone di padroneggiare la costruzione di grosse unità, in parte importate dall'estero e in parte costruite nell'arsenale di Yokosuka:
- 3 incrociatori da 4 700 tonnellate: Matsushima, Itsukushima (costruiti in Francia), Hashidate (costruito a Yokosuka)[50].
- 3 navi da guerra costiere da 4 278 tonnellate.
- 2 piccoli incrociatori: Chiyoda da 2 439 tonnellate (costruito nel Regno Unito)[51] e lo Yaeyama da 1 800 tonnellate (costruito a Yokosuka)[52].
- 1 fregata da 1 600 tonnellate, la Takao, costruita a Yokosuka[53].
- 1 incrociatore leggero da 726 tonnellate, il Chishima, costruito in Francia.
- 16 torpediniere da 54 tonnellate ognuna, costruite in Francia dalla Compagnie du Creusot nel 1888 e spedite smontate in Giappone dove furono riassemblate[54].

Questo periodo permise al Giappone di «acquisire le rivoluzionarie nuove tecnologie presenti nei siluri, nelle torpediniere e nelle mine, delle quali i francesi erano probabilmente all'epoca i migliori esponenti al mondo». Il Giappone acquisì i suoi primi siluri nel 1884 e istituì un "Centro di addestramento siluri" a Yokosuka nel 1886. Queste navi ordinate durante gli esercizi finanziari del 1885 e 1886 furono l'ultimo grande ordine verso la Francia, frutto della presenza di Bertin in Giappone: infatti nel dicembre 1886 l'inspiegato affondamento dell'incrociatore protetto Unebi, in rotta dalla Francia al Giappone, creò dubbi circa la bontà dei progetti francesi, tanto che un ulteriore ordine venne cancellato e il risarcimento ottenuto dai francesi venne impiegato per un nuovo ordine, l'incrociatore protetto Chiyoda ai cantieri britannici John Brown & Company.

### Contratti con i britannici

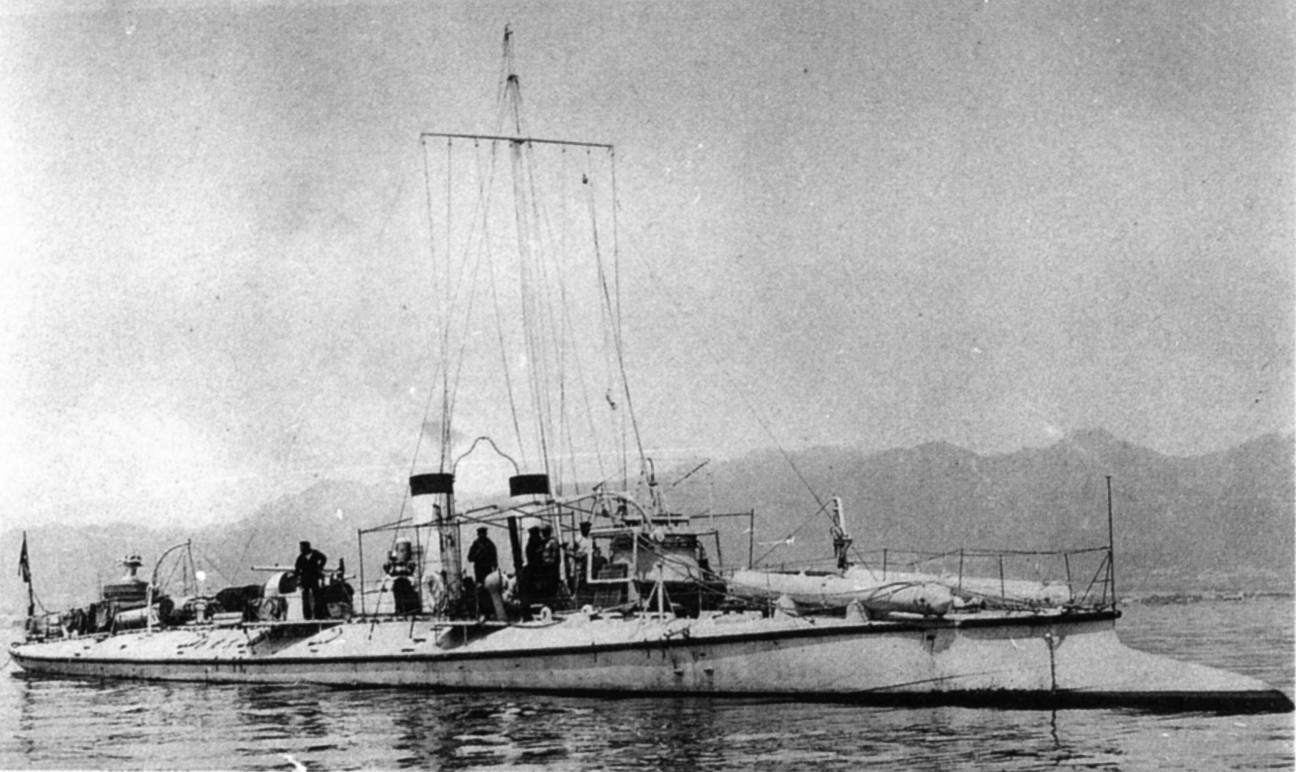
La torpediniera Kotaka (1887)

Il Giappone si rivolse nuovamente al Regno Unito ordinando una rivoluzionaria torpediniera, la Kotaka del 1887, considerata il primo vero esempio di cacciatorpediniere, e l'incrociatore Yoshino, costruito dai cantieri Armstrong Whitworth di Elswick che all'epoca del suo varo nel 1892 era il più veloce incrociatore del mondo. Nel 1889 venne ordinato l'incrociatore protetto Chiyoda, costruito nei cantieri scozzesi lungo il fiume Clyde, un'unità che contribuì a definire nel mondo la tipologia degli incrociatori corazzati.
Dopo il 1882 e fino al 1918, anno della visita di una delegazione militare francese, la Marina imperiale cessò del tutto di affidarsi a istruttori stranieri. Nel 1886 produsse in autonomia una propria innovativa polvere da sparo migliorata (la cosiddetta "polvere marrone" o "prismatica") e, nel 1892, uno dei suoi ufficiali inventò un potente esplosivo adoperando la polvere infume che prese il nome di "polvere Shimose", dal cognome del suo inventore.

## Prima guerra sino-giapponese (1894-1895)

I cinesi, insieme con i loro consiglieri russi, si arrendono all'ammiraglio Itō Sukeyuki dopo la battaglia di Weihaiwei

Il Giappone continuò la modernizzazione della sua marina specialmente perché anche la Cina, con cui era in concorrenza per il controllo della Corea, stava potenziando la propria con l'assistenza dell'Impero tedesco. La Scuola di Stato Maggiore della marina produsse varie espressioni di pensiero tattico-strategiche, con concetti sul combattimento originali rispetto alle tattiche occidentali che avranno il loro primo vero successo nella battaglia di Tsushima. All'epoca venne creata la definizione di Rengō Kantai, cioè "Flotta Combinata", che riuniva per occasionali esigenze operative le componenti normalmente separata della "flotta permanente" o "flotta in prontezza", quella con le unità più moderne ed efficienti, e della "flotta occidentale", costituita dalle unità obsolete o di riserva. Nel 1903 la Flotta Combinata venne ricreata, sostituendo la "flotta permanente" e incorporando la Prima e la Seconda Flotta, ognuna con una divisione di corazzate e una di incrociatori.
La guerra contro la Cina fu dichiarata ufficialmente il 1º agosto 1894, sebbene si fossero già svolti alcuni combattimenti navali; per esempio, il 24 luglio si verificò il cosiddetto "incidente della Kowshing" nel quale il futuro ammiraglio Tōgō al comando dell'incrociatore corazzato Naniwa fermò il cargo britannico Kowshing carico di truppe cinesi e, dopo un attento esame delle convenzioni internazionali e il rifiuto della resa da parte della nave, l'affondò a cannonate. Un mese più tardi, nella battaglia del fiume Yalu, la Marina giapponese inflisse una dura sconfitta alla flotta del Pei-yang al largo della foce del fiume Yalu, che perse otto delle dodici unità schierate; tuttavia fu constatato che le due grandi navi da battaglia cinesi di produzione tedesca erano rimaste praticamente invulnerabili ai cannoni giapponesi, evidenziando il bisogno di navi da battaglia di maggior dislocamento per la Marina giapponese: la Dingyuan fu infine affondata da siluri, mentre la Zhenyuan fu catturata praticamente illesa. Dopo questo prima vittoria, la Marina imperiale partecipò alla conquista della base navale di Port Arthur e infine ottenne un ultimo successo sul mare a Weihaiwei nel febbraio 1895.
Il conflitto terminò vittoriosamente con il trattato di Shimonoseki (17 aprile) che assegnò al Giappone Taiwan e le isole Pescadores. La Marina imperiale giapponese prese possesso delle isole, tacitando ogni movimento di opposizione tra il marzo e l'ottobre 1895, e queste rimasero una colonia giapponese fino al 1945. Il Giappone ottenne inizialmente anche la penisola di Liaodong, con l'importantissima e strategica base navale di Port Arthur, ma venne poi forzato a restituirla alla Cina dal Triplice Intervento di Russia, Francia e Germania; poco dopo l'esercito zarista s'insediò nella penisola, gesto che scatenò amari risentimenti nei vertici politico-militari giapponesi. Ulteriore conseguenza del conflitto fu di spingere la Marina imperiale giapponese a dotarsi di una flotta sufficiente potente per controllare i mari e sconfiggere la marina russa. Il governo giapponese per non trovarsi di nuovo isolato nell'arena internazionale cercò un'alleanza con il Regno Unito con il quale strinse l'Alleanza anglo-giapponese con la quale ognuno dei due contraenti si impegnava a soccorrere l'altro se questo fosse stato attaccato da due o più nazioni avversarie.

## Soppressione della ribellione dei Boxer (1900)

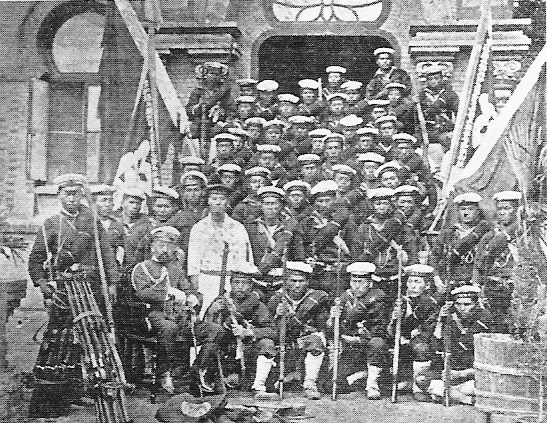
Forze speciali navali giapponesi, comandate dall'ammiraglio sir Hobart Seymour durante la ribellione dei Boxer

La Marina imperiale giapponese intervenne di nuovo in Cina nel 1900, partecipando insieme alle potenze occidentali alla soppressione della ribellione dei cosiddetti "Boxer". Alcune decine di marinai delle forze speciali navali, imbarcati sulla nave Kasagi e rapidamente raccolti dal comandante Gitaro Mori, si unirono alla prima improvvisata missione di salvataggio organizzata dall'ammiraglio britannico Edward Hobart Seymour per liberare le legazioni occidentali assediate a Pechino. Il tentativo, portato con forze insufficienti, si concluse con un fallimento e gli uomini furono costretti a ripiegare.
Il successivo intervento fu condotto con forze molto più consistenti, la Marina imperiale fornì il numero di navi da guerra maggiore (diciotto su un totale di cinquanta) e sbarcò il contingente maggiore di truppe dell'esercito e della marina tra quello delle nazioni partecipanti (20 840 soldati su un totale di 54 000) alla spedizione. Il contingente internazionale attaccò e conquistò i forti di Taku e in questi scontri si distinse la cannoniera Atago, mentre 9 000 soldati giapponesi al comando del generale Yamaguchi presero parte alla forza di spedizione sotto il controllo supremo del generale britannico Alfred Gaselee, forte in totale di circa 18 000 uomini e che marciò direttamente su Pechino. L'intervento consentì al Giappone di combattere al fianco delle nazioni occidentali.

## Guerra russo-giapponese (1904-1905)

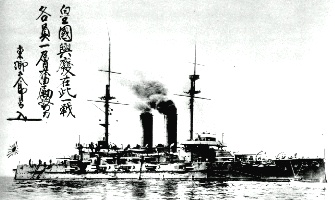
La Mikasa nel 1905, una delle più potenti navi da guerra della sua epoca

Uscito vincitore dal conflitto contro la Cina, il Giappone aveva dovuto restituirle la penisola di Liaodong a causa del «Triplice Intervento» di Francia, Impero tedesco e Impero russo, e quest'ultimo l'occupò poco dopo la fine delle ostilità nel 1895; il Giappone continuò perciò a potenziare la sua forza militare in preparazione di futuri scontri. Fu approvato un programma decennale di costruzioni navali con lo slogan "Perseveranza e determinazione" (臥薪嘗胆?, Gashinshōtan), con il quale furono commissionate 109 navi da guerra, per un totale di 200 000 tonnellate, e il personale della marina fu incrementato da 15 100 a 40 800 uomini. La nuova flotta venne dunque a essere formata da:
- 6 corazzate: Mikasa, Asahi, Shikishima, Hatsuse, Fuji, Yashima (tutte di costruzione britannica);
- 6, poi 8 incrociatori corazzati: quattro di costruzione britannica, uno tedesco, uno francese (tutti basati sul medesimo progetto), due di costruzione italiana (Kasuga e Nisshin, più pesanti e paragonabili all'epoca a corazzate di seconda classe, acquistati in vista della guerra quando erano sugli scali per conto della Marina argentina);
- 9 incrociatori protetti: cinque di costruzione giapponese, due britannici e due statunitensi;
- 24 cacciatorpediniere: sedici britannici e otto giapponesi;
- 63 torpediniere: ventisei tedesche, dieci britanniche, diciassette francesi e dieci giapponesi.

In particolare la corazzata Mikasa, ordinata dai cantieri navali della Vickers Shipbuilding and Engineering nel Regno Unito alla fine del 1898 e consegnata in Giappone nel 1902, era una delle più avanzate della sua epoca; oggi è ancorata a Yokosuka in qualità di nave museo e monumento alla battaglia di Tsushima, rappresentando inoltre l'unica unità del tipo pre-dreadnought sopravvissuta.
I preparativi militari giapponesi non erano ignorati dall'Impero russo, che a sua volta aveva inviato notevoli rinforzi alle truppe in Manciuria. Il Giappone attaccò per primo l'8 febbraio 1904 la base di Port Arthur, dando avvio al latente conflitto con la Russia: dopo una efficace incursione delle torpediniere giapponesi contro le unità russe ferme all'ancora, Tōgō respinse con le sue corazzate un tentativo di sortita bloccando di fatto il nemico all'interno del porto e assicurandosi così il controllo delle acque coreane; nei mesi successivi le navi di Tōgō mantennero il blocco di Port Arthur respingendo vari tentativi di sortita e ottenendo infine una decisiva vittoria nella battaglia del Mar Giallo, al termine della quale la flotta russa di Port Arthur fu costretta a rientrare nella sua base che infine capitolò il 2 gennaio 1905.
Il conflitto russo-giapponese fu una guerra in buona parte terrestre, ma fu decisa dalla cruciale battaglia navale di Tsushima: avvenuta tra il 27 e il 28 maggio 1905, vide l'ammiraglio Tōgō Heihachirō (imbarcato sulla Mikasa) condurre la Flotta Combinata giapponese in quella che venne definita "la più decisiva battaglia navale nella storia". La flotta russa dell'ammiraglio Zinovij Petrovič Rožestvenskij, composta da 38 unità faticosamente arrivate in Oriente dal Mar Baltico, fu praticamente annientata: ventuno furono affondate, sette catturate e sei, rifugiatesi in porti neutrali, disarmate; furono conteggiati 4 830 morti e 5 917 prigionieri tra i russi, mentre la Marina imperiale per contro ebbe 110 morti e tre torpediniere affondate.

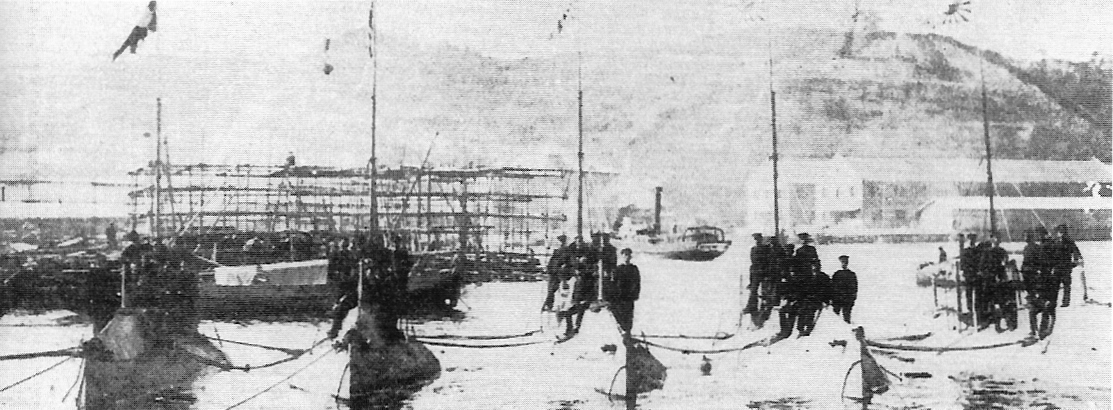
La prima flotta di sommergibili giapponesi (dal No 1 al No 5, tutti progettati da John Philip Holland), alla rivista navale dell'ottobre 1905

La notizia della vittoria giapponese scatenò ondate di ammutinamenti nelle basi della Marina russa a Sebastopoli, Vladivostok e Kronštadt. Sconfitto ripetutamente sia in mare sia per terra, l'Impero russo era ancora in grado di combattere ma pressato dagli eventi interni (la prima rivoluzione russa), accettò di trattare la pace con il Giappone. Con la pace di Portsmouth del 5 settembre 1905 il Giappone acquisì dalla Russia il prestito della penisola di Liaodong con Dalian e Port Arthur, la parte meridionale della ferrovia della Manciuria e la parte meridionale dell'isola di Sachalin. Inoltre la Russia rinunciò a tutti i suoi interessi in Corea, trasferiti al Giappone.
Prima del conflitto, il Giappone si era anche interessato ai sommergibili e nel 1902 inviò una missione in Stati Uniti, Francia e Regno Unito per esaminare vari modelli, ordinando infine in segreto cinque sommergibili identici al modello USS Holland della Fore River Co., il primo sommergibile della United States Navy. I battelli arrivarono smontati a Yokosuka nel dicembre 1904 e il primo divenne operativo solo nel giugno 1905, troppo tardi per prendere parte alla guerra.

### Verso una marina nazionale autonoma

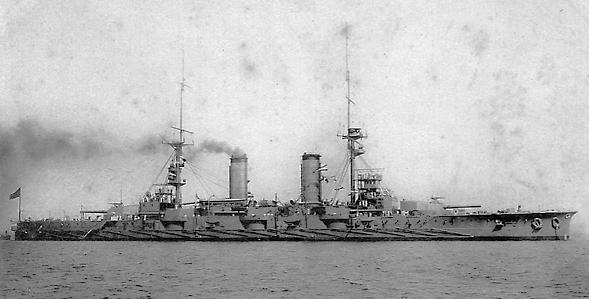
La Satsuma, la prima nave al mondo a essere stata impostata come corazzata monocalibro

Dopo il 1905 il Giappone perseverò nei suoi sforzi di realizzare una forte industria navale nazionale. Attenendosi alla strategia "Copia, migliora, innova", navi straniere furono acquistate in coppie (così da poter effettuare test e miglioramenti comparativi), analizzate dettagliatamente e quindi rielaborate in funzione dei requisiti tecnici previsti dalla marina. Nel corso del tempo l'importazione di navi straniere fu progressivamente sostituita dall'assemblaggio prima, dalla costruzione completa nei cantieri giapponesi poi: questo processo iniziò con le unità più piccole (torpediniere) nel 1880 e culminò all'inizio del XX secolo con le navi da battaglia. L'ultimo importante acquisto di materiale estero fu l'incrociatore da battaglia Kongo, varato dai cantieri della Vickers nel 1913. Per il 1918 la tecnologia navale nipponica aveva ormai raggiunto gli standard delle più grandi e rinomate marine occidentali e al 1920 la Marina imperiale giapponese era diventata la terza marina militare mondiale ed era leader in diversi aspetti della tecnologia navale: ad esempio fu la prima (assieme a quella russa) a utilizzare il telegrafo senza fili in combattimento, nel dettaglio durante la battaglia di Tsushima; nel 1906 varò la corazzata Satsuma, per dislocamento la più grande nave da battaglia coeva e la prima a essere stata progettata, ordinata e impostata come corazzata monocalibro; fu una delle prime marine a intuire le grandi potenzialità dell'aeroplano e nel 1914 era l'unica ad avere una dottrina operativa, ancorché primitiva, per questi mezzi.
Tra il 1905 e il 1910 l'Impero giapponese iniziò la costruzione nazionale di navi da battaglia: la Satsuma fu costruita da cantieri nipponici con circa l'80% di pezzi importati dal Regno Unito; la successiva a essere costruita fu classe Kawachi di due unità, entrambe in cantieri della marina (Kure per la Settsu e Yokosuka per la Kawachi, che fu impostata dopo ma completata prima), e fu la prima di navi giapponesi a eccedere il limite delle 20 000 tonnellate di dislocamento, armata con dodici cannoni da 305 mm.

## Prima guerra mondiale
In prosecuzione naturale dell'alleanza anglo-giapponese del 1902, il Giappone entrò nella prima guerra mondiale al fianco degli Alleati il 23 agosto 1914: a novembre, dopo un lungo assedio, la Marina imperiale occupò la base navale tedesca di Tsingtao nella penisola cinese di Shandong, perdendo nell'azione l'incrociatore Takachiho silurato da una torpediniera tedesca. Al contempo, tra agosto e settembre un gruppo da battaglia aveva operato nell'Oceano Pacifico centrale per inseguire lo squadrone tedesco dell'Asia orientale, fuggito nell'Atlantico meridionale dove fu intercettato e distrutto da forze navali britanniche. Il Giappone occupò inoltre gli ex possedimenti coloniali della Germania in Micronesia (isole Caroline, isole Marshall, isole Marianne esclusa Guam) che gli furono poi affidati dalla Società delle Nazioni come mandato del Pacifico meridionale, tenuto de iure fino al 1947.

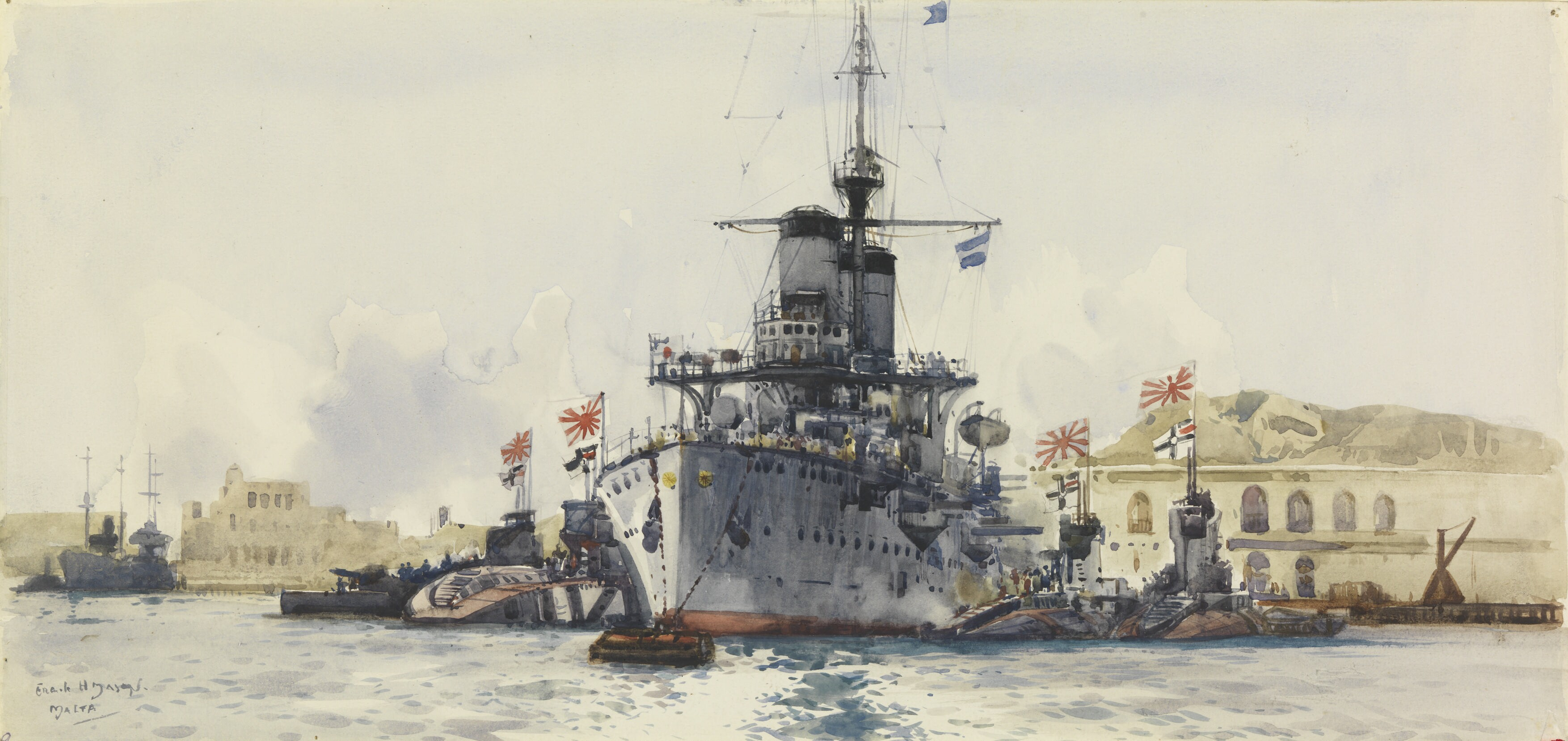
L'incrociatore corazzato Nisshin a Malta affiancato da alcuni U-Boot tedeschi dopo la loro resa: la bandiera navale nipponica sormonta quella della Kaiserliche Marine

Durante la prima fase del conflitto la Royal Navy si rivolse alla Marina imperiale in varie occasioni: oltre alla caccia alla squadra tedesca, per la scorta ai convogli delle truppe ANZAC e per affittare i quattro incrociatori da battaglia della classe Kongō, armati con nove pezzi da 356 mm, proposta rifiutata dal governo giapponese. In seguito a ulteriori e pressanti richieste di contribuire al conflitto e con l'adozione da parte della Germania della guerra sottomarina indiscriminata dall'inizio del 1917, la Marina imperiale giapponese inviò a marzo di quell'anno una forza speciale di cacciatorpediniere nel Mar Mediterraneo. Questo distaccamento era comandato dall'ammiraglio Kōzō Satō e consisteva nell'incrociatore corazzato Nisshin e di otto tra i più moderni cacciatorpediniere: fece base a Malta, proteggendo efficacemente il traffico navale alleato da Marsiglia e Taranto ai porti egiziani fino alla fine della guerra; l'unica unità a essere perduta fu il cacciatorpediniere Sakaki, silurato da un sommergibile della k.u.k. Kriegsmarine con la morte di cinquantanove fra ufficiali e marinai.
Al termine del conflitto la marina nipponica ricevette come compensazione di guerra sette sommergibili tedeschi che furono portati in Giappone per essere analizzati, contribuendo in maniera decisiva allo sviluppo dell'industria e dell'arma sottomarine nipponiche.

## Periodo tra le due guerre
Negli anni successivi alla Grande Guerra la Marina imperiale giapponese iniziò a strutturarsi specificatamente per combattere gli Stati Uniti d'America. Una lunga serie di espansioni militaristiche e l'inizio della seconda guerra sino-giapponese nel luglio 1937 inimicarono gli Stati Uniti e questi vennero considerati sempre di più come nemici del Giappone.

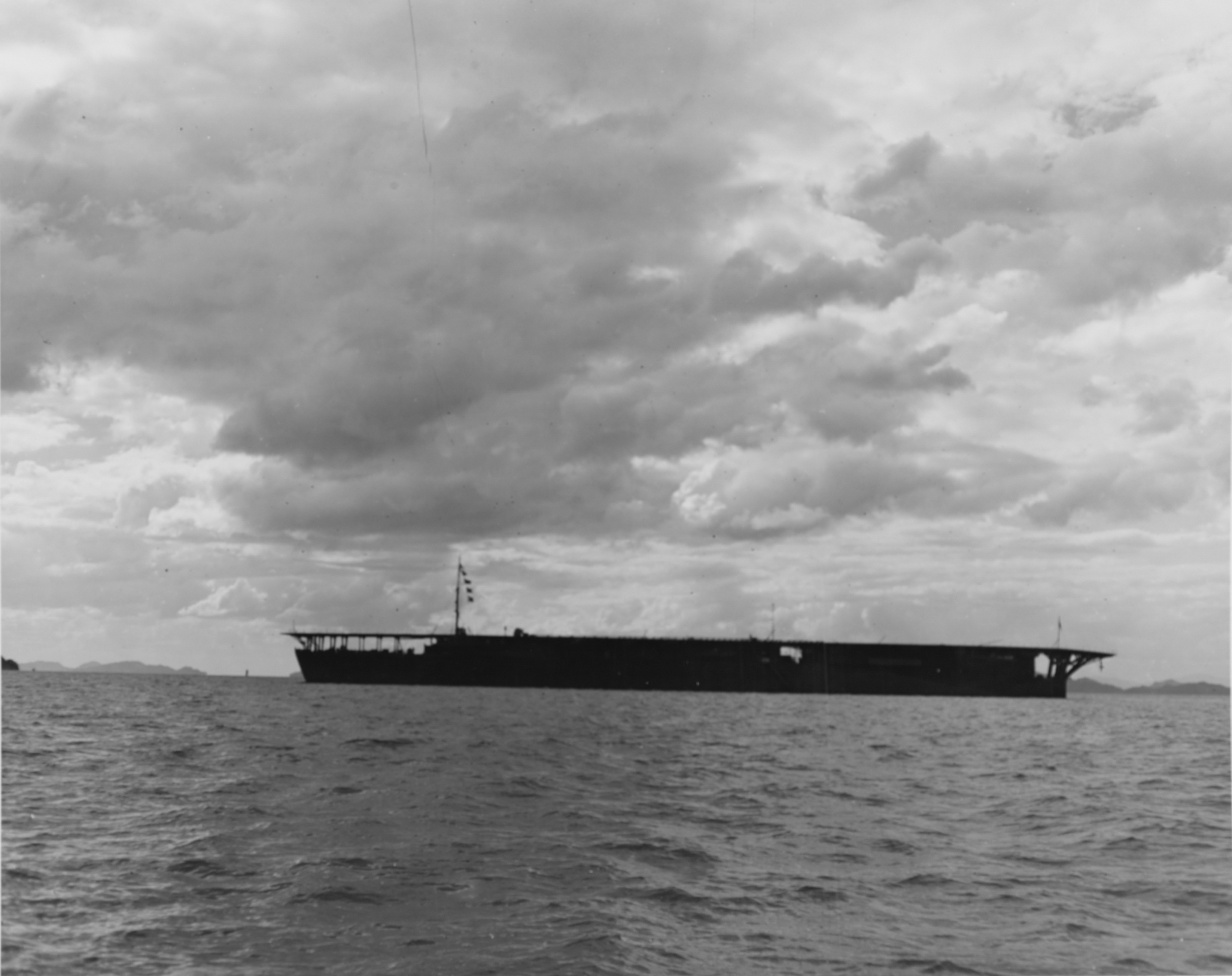
La, la prima portaerei specificatamente progettata per questo ruolo al mondo, 1922

La Marina imperiale giapponese dovette affrontare prima e durante la seconda guerra mondiale considerevoli sfide, probabilmente più di ogni altra marina al mondo. Il Giappone, come il Regno Unito, dipendeva quasi completamente da risorse straniere per rifornire la sua economia, quindi la Marina imperiale doveva assicurarsi e proteggere le fonti di materie prime (specialmente metalli e petrolio del Sud-est asiatico), che erano lontane e controllate da paesi stranieri (Regno Unito, Stati Uniti e Paesi Bassi). Per assolvere a questo compito, erano necessarie grandi navi da guerra dotate di estesa autonomia.
Questi requisiti, però, non erano nello stesso tempo compatibili con la dottrina militare navale giapponese della "battaglia decisiva", o Kantai Kessen. Gli strateghi nipponici non consideravano importante il raggio di azione delle navi nel caso di un conflitto, perché avevano pianificato di lasciare libera la marina militare statunitense di muoversi nel Pacifico, utilizzando i sommergibili per indebolirla e quindi intervenire con il naviglio di superficie in una "area per la battaglia decisiva" da scegliere vicino al Giappone. Questa impostazione, detta Yogeki Sakusen, era in accordo con le teorie dello stratega navale Alfred Thayer Mahan, condivise da tutte le marine mondiali prima della seconda guerra mondiale: secondo questo pensatore, le guerre si sarebbero decise mediante scontri tra le flotte di navi da battaglia, come era stato per oltre trecento anni.
Alla luce di questa impostazione dottrinale, il Giappone affrontò la conferenza navale di Washington tra il novembre 1921 e il febbraio 1922. Le maggiori potenze navali si riunirono per limitare la corsa agli armamenti, negoziando un congelamento dei rapporti di forze, espressi come rapporti tra i tonnellaggi di tutte le unità. Il Giappone, seguendo le direttive della Marina rappresentate dell'ammiraglio Saitō, che era stato nominato capo delegazione, chiese che gli venisse consentito di mantenere una flotta con un tonnellaggio complessivo pari al 70% di quello delle due marine più grandi, la United States Navy e la Royal Navy. In termini tecnici, i coefficienti richiesti erano Royal Navy:United States Navy:Marina imperiale, 10:10:7, e ciò avrebbe dato al Giappone la superiorità nell'"area per la battaglia decisiva". L'esito dei negoziati fu però differente per l'insistenza degli Stati Uniti che chiesero un rapporto del 60%, ritenendolo più equilibrato, e perciò il trattato navale di Washington stipulato a febbraio prescrisse un rapporto 10:10:6 (o 5:5:3 come effettivamente riportato). Il Giappone, a differenza di quanto fecero altre nazioni che firmarono il trattato, rispettò i suoi impegni fino alla sua uscita dal trattato stesso (annunciata nel dicembre 1934 e formalizzata col ritiro della delegazione nel 1936), cercando di contenere i dislocamenti anche se a danno della robustezza strutturale.
L'inferiorità numerica e industriale nipponica avrebbe portato negli anni successivi a delineare una politica di ricerca della superiorità tecnica (meno navi di migliore qualità), superiorità nell'addestramento del personale, sviluppo di tattiche aggressive (attacchi audaci e veloci per sopraffare il nemico, la ricetta dei successi ottenuti nei conflitti precedenti). Come poi si sarebbe dimostrato, le scelte furono sbagliate perché non si tenne conto del fatto che i nemici nella successiva guerra del Pacifico non avrebbero dovuto seguire le limitazioni di tipo politico e geografico delle guerre precedenti e la Marina imperiale non avrebbe potuto sopportare perdite troppo elevate in navi ed equipaggi.

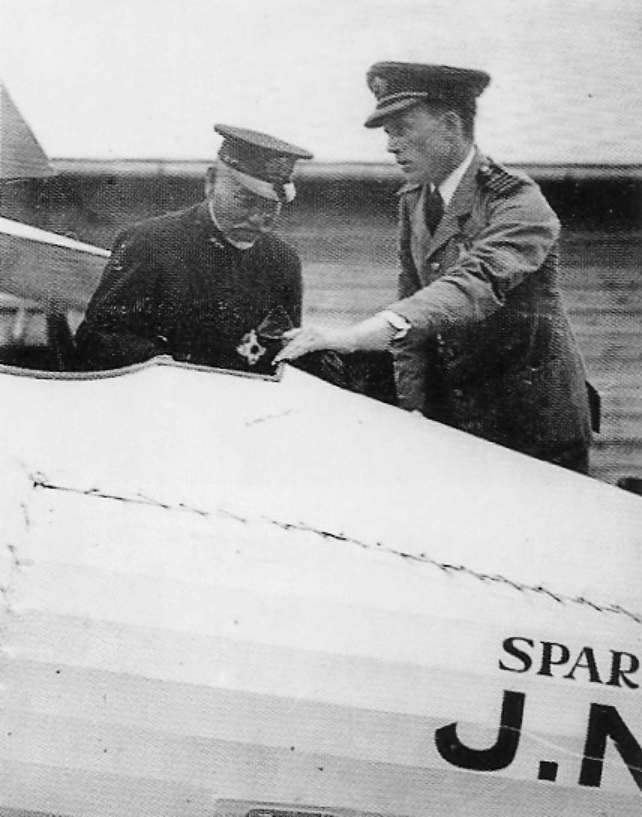
Il capitano Sempill mostra un Gloster Sparrowhawk all'ammiraglio Tōgō Heihachirō, 1921

Pertanto, durante il periodo fra le due guerre mondiali, il Giappone assunse una posizione d'avanguardia in numerose aree di sviluppo degli armamento navali:
- nel 1921 varò la Hosho, la prima portaerei specificatamente progettata come tale, e successivamente sviluppò una flotta di portaerei seconda a nessuna numericamente e con un notevole addestramento degli equipaggi;
- la Marina imperiale fu la prima a installare su alcune unità cannoni da 356 mm (sull'incrociatore da battaglia Kongo), da 406 mm (sulla corazzata Nagato) e, unica, da 460 mm (sulla corazzata Yamato);
- nel 1928 varò l'innovativa classe Fubuki di cacciatorpediniere, che introdusse torrette chiuse per i suoi cannoni da 127 mm lunghi 50 calibri, dal 1930 (con il decimo esemplare) capaci anche di fuoco contraereo poiché l'alzo fu portato da 40° a 70°[101]; le navi avevano anche tre impianti di tubi lanciasiluri, che dal 1933 furono caricati con gli ordigni Type 93 da 610 mm propulsi a ossigeno, e nove siluri di scorta. Il progetto raccolse ottime critiche e fu successivamente imitato da altre marine;
- il siluro Type 93, conosciuto nella storiografia anglosassone come Long Lance ("lunga lancia") è generalmente riconosciuto come il miglior siluro del mondo fino al termine della seconda guerra mondiale; sebbene più pericoloso nel suo maneggio per l'altissima infiammabilità dell'ossigeno, garantiva distanze di lancio fino a 20 000 metri contro i circa 10 000 metri dei siluri precedenti[102][103].

Il Giappone continuò a ricercare l'esperienza di esperti stranieri in aree in cui era arretrato rispetto all'Occidente: nel 1921 ricevette per un anno e mezzo la missione Sempill, un gruppo di istruttori aeronavali britannici che addestrarono gli uomini della Marina imperiale giapponese su diversi nuovi aerei, come il Gloster Sparrowhawk, e su vari aspetti tecnici, come le tattiche di attacco con aerosiluranti e il controllo di volo.
Negli anni precedenti alla guerra due scuole di pensiero si affrontarono sul fatto se la marina avrebbe dovuto essere incentrata su potenti navi da battaglia, che avrebbero potuto vincere su quelle statunitense nelle acque giapponesi, o su una flotta aggressiva di portaerei: nessuna delle due prevalse ed entrambi i tipi di navi vennero sviluppate, con il risultato che nessuna delle due soluzioni riuscì a diventare una forza predominante contro l'avversario statunitense. Una debolezza consistente delle navi da guerra giapponesi fu la tendenza a incorporare armamenti e motori troppo potenti in confronto alle dimensioni dello scafo (una conseguenza del trattato di Washington) portando a mancanze in stabilità, protezione e forza strutturale.

## Seconda guerra mondiale
All'epoca della seconda guerra mondiale la Marina imperiale giapponese era amministrata dal Ministero della Marina del Giappone e controllata dal capo dello stato maggiore generale della marina, dipendente dal Gran Quartier Generale imperiale. Per poter combattere la numericamente superiore marina statunitense, dedicò molte risorse alla creazione di una forza superiore in qualità e quantità a ogni altra marina dell'epoca, e in conseguenza di ciò probabilmente il Giappone disponeva, allo scoppio della seconda guerra mondiale, della più sofisticata marina militare del mondo. La Marina imperiale, infatti, rappresentava un formidabile strumento bellico e sebbene inferiore alle marine britannica e statunitense disponeva ugualmente di un poderoso contingente navale.
La Marina imperiale rappresentava la terza forza nella graduatoria mondiale: essa schierava un'imponente forza comprendente dieci navi da battaglia, divenute dodici nell'agosto 1942 dopo l'entrata in servizio della Yamato e della sorella Musashi, unità da 64 170 tonnellate che, armate con una batteria principale di nove cannoni da 460 mm, furono le più moderne e potenti navi da battaglia dell'intero conflitto. Alla squadra da battaglia si aggiungevano poi sei portaerei di squadra e quattro leggere, equipaggiate con la più recente e addestrata forza aeronavale del mondo. Il naviglio secondario era notevole: diciotto incrociatori pesanti, diciannove incrociatori leggeri, 108 cacciatorpediniere (117 nel 1941) e 87 sommergibili (dei quali undici di tipi obsoleti). Complessivamente, in termini di tonnellaggio, la Marina imperiale dislocava 1 150 000 tonnellate, seconda solo alla marina britannica (2 100 000) e americana (1 700 000). Il grosso di queste forze era alle dipendenze della Rengō Kantai (la Flotta Combinata), trasformatosi nel corso dei decenni in comando prestigioso che durò sino al 10 ottobre 1945, data dello scioglimento imposto dalla distruzione della Marina e dalla sconfitta nella guerra. Le forze vennero comunque riorganizzate anche in base alle esigenze belliche, per cui nel marzo 1944 la Flotta Combinata fu svuotata in favore della costituenda Prima Flotta Mobile o Dai-Ichi Kidō Kantai, formata dall'unione della 2ª e 3ª Flotta (rispettivamente incrociatori pesanti e portaerei) più alcune corazzate di supporto cedute dalla disciolta 1ª Flotta.
Tuttavia, malgrado l'impressionante potenziale, la Marina imperiale presentava alcune lacune che sul lungo periodo si sarebbero rivelate estremamente deleterie per il proseguimento della guerra. Scommettendo sul successo di una tattica aggressiva, il Giappone non investì in modo significativo in strutture difensive, ritrovandosi così con lunghe linee di rifornimento estremamente vulnerabili all'offesa dei sommergibili avversari, che a partire dalla fine del 1943 falcidiarono il traffico navale nipponico: anche allora non investì risorse nel varo di navi scorta antisommergibile né in unità antiaeree. Ancora, nel campo della strumentazione radar la Marina nipponica si trovò costantemente indietro rispetto ai modelli più efficaci che già dalla seconda metà del 1942 equipaggiarono le navi statunitensi. D'altronde, il vertice della Marina imperiale e in particolare l'ammiraglio Isoroku Yamamoto, comandante in capo della Flotta Combinata alla scoppio della guerra, stimava che l'Impero giapponese avrebbe avuto al massimo sei mesi per concludere vittoriosamente la guerra: oltre questo tempo limite le probabilità di successo sarebbero assai diminuite dinanzi alla potenza industriale degli Stati Uniti.
L'attacco di Pearl Harbor del 7 dicembre 1941, accuratamente pianificato, provocò l'affondamento o la distruzione di cinque navi da battaglia, la morte di oltre 2 400 uomini e la perdita di circa 200 aeroplani, un risultato in apparenza sensazionale anche in rapporto alle perdite subite dai giapponesi (meno di trenta velivoli e circa sessanta morti). In realtà l'assalto non fu efficace come avrebbe dovuto, perché le tre portaerei statunitensi allora in servizio nella Flotta del Pacifico non si trovavano a Pearl Harbor il 7 dicembre: la USS Lexington e l'USS Enterprise erano in viaggio verso l'atollo di Midway, la USS Saratoga si trovava a San Diego per imbarcare i propri gruppi aerei. La mancata eliminazione di queste unità vanificò in parte l'attacco e convinse il viceammiraglio Chūichi Nagumo (comandante dell'operazione) ad annullare l'attacco della terza ondata, che avrebbe dovuto inoltre distruggere i depositi di carburante e i bacini di carenaggio.
Nei primi mesi del 1942 la squadra del viceammiraglio Nagumo fornì supporto ad alcune delle numerose azioni anfibie condotte con successo dalle forze armate giapponesi nel Pacifico centrale, occidentale e meridionale nonché nel Sud-est asiatico: i reparti imbarcati sulle portaerei bombardarono a più riprese la Nuova Guinea, devastarono Darwin in Australia, condussero un'audace incursione nell'Oceano Indiano, dando prova dell'alto livello raggiunto dagli equipaggi. Due delle portaerei che avevano partecipato all'attacco di Pearl Harbor, la Shokaku e la Zuikaku, furono distaccate a fine aprile a Rabaul per fornire supporto all'occupazione di Port Moresby, ultima roccaforte australiana nella Nuova Guinea meridionale; gli Stati Uniti decrittarono alcuni messaggio radio giapponesi e perciò inviarono la Task force 17 del contrammiraglio Frank Fletcher, che tra il 4 e l'8 maggio 1942 combatté contro la forza d'attacco giapponese la battaglia del Mar dei Coralli, primo scontro condotto esclusivamente con aerei imbarcati. Gli statunitensi persero la portaerei Lexington, ma la Marina imperiale dovette lamentare danni anche gravi alla Shōkaku e alla Zuikaku nonché l'abbattimento di novantadue aerei con relativa perdita di equipaggi addestrati. Il mese successivo l'ammiraglio Yamamoto, autorizzato dal Gran Quartier Generale, condusse la quasi totalità della marina imperiale all'attacco del piccolo atollo di Midway per provocare a battaglia la flotta di portaerei statunitensi e annientarla definitivamente. Ancora una volta, i codici navali giapponesi furono penetrati dai servizi di spionaggio americani e l'ammiraglio Chester Nimitz poté posizionare convenientemente le proprie forze e sapere in anticipo le mosse avversarie. Tra il 4 e il 6 giugno si consumò la cruciale battaglia: la Flotta Combinata perse quattro portaerei (Akagi, Kaga, Hiryu, Soryu), i gruppi imbarcati e un incrociatore pesante; gli Stati Uniti, nonostante la perdita della Yorktown, guadagnarono una fondamentale vittoria strategica e tattica.
Il 7 agosto, anticipando i tempi e cogliendo impreparato il Giappone, gli Stati Uniti sbarcarono truppe su Guadalcanal nelle isole Salomone meridionali: la campagna per il possesso dell'isola cagionò diverse battaglie aeronavali che logorarono la già menomata componente aerea assegnata alle portaerei giapponesi (in particolare nel corso dello scontro presso le isole Santa Cruz), le quali alla fine dei combattimenti nel febbraio 1943 avevano perduto gran parte del proprio potenziale. Il colpo di grazia all'arma aeronavale della Marina imperiale fu inferto durante la battaglia del Mare delle Filippine (19-20 giugno 1944), perduta dai giapponesi con irreparabili perdite di piloti che erano stati formati con grande fatica, nonché con la distruzione di tre portaerei (Shokaku, Taiho e Hiyo). I successivi rimpiazzi ricevettero un frettoloso addestramento e dimostrarono una preparazione lacunosa, facili prede dei caccia statunitensi per il resto della guerra.
Anche il resto del naviglio di superficie subì pesanti perdite durante il periodo giugno-dicembre 1942: in particolare durante la campagna di Guadalcanal furono affondate trentotto unità navali e l'aviazione, sia della marina sia dell'esercito, soffrì la perdita di 660-880 velivoli di vario tipo, un salasso che fu attutito solo in parte dalle nuove produzioni. Conseguenza diretta delle gravi perdite subite fu che, durante l'ultima fase della guerra, la Marina imperiale giapponese ricorse a una serie di misure disperate come gli attacchi aerei suicidi o i siluri umani.

### Navi da battaglia

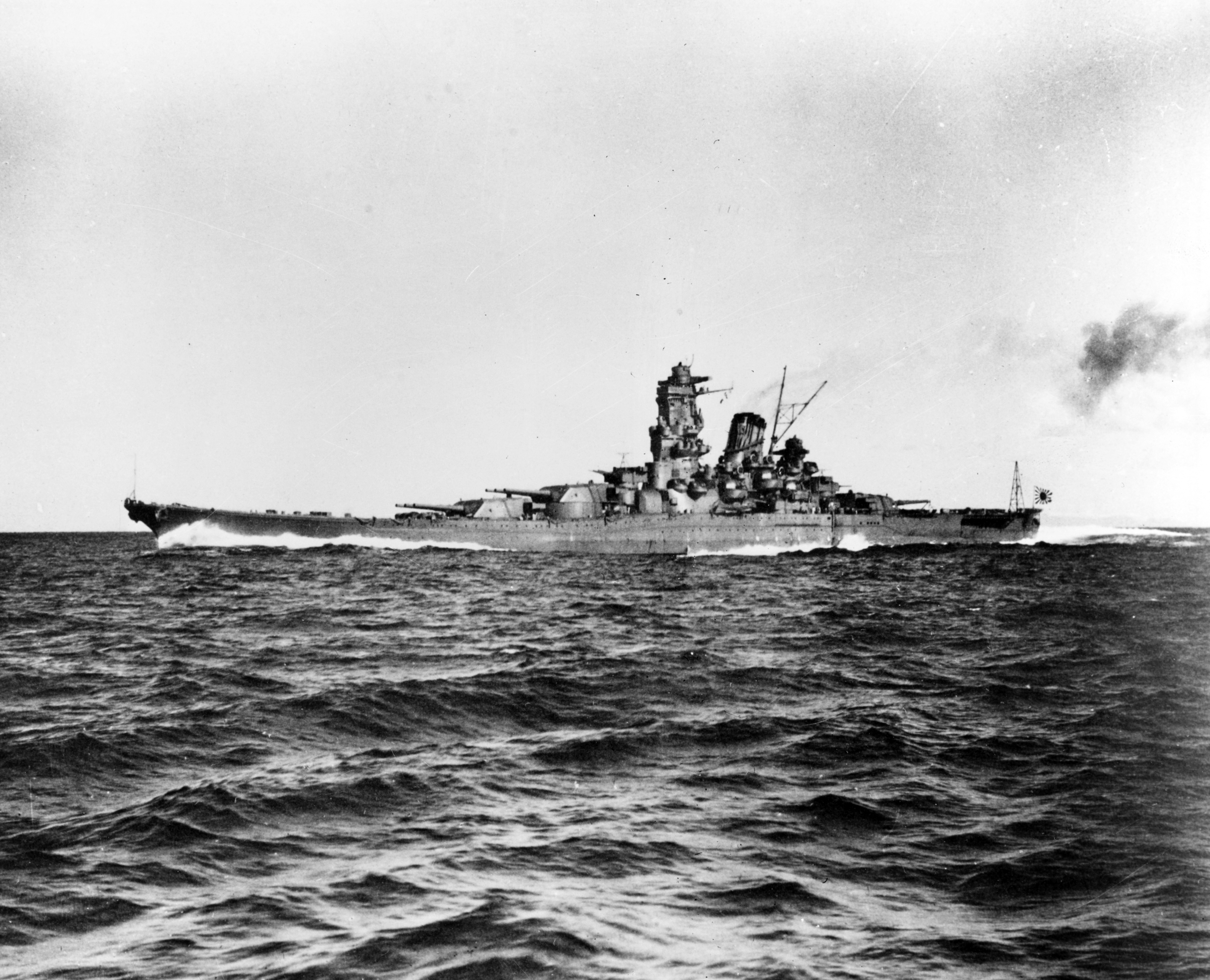
La Yamato, la più grande corazzata della storia, nel 1941

La Marina imperiale giapponese riconobbe sempre un considerevole prestigio alle navi da battaglia e si impegnò a costruire le più grandi e potenti navi del periodo, che spesso utilizzò operativamente nella seconda metà del conflitto. Durante la battaglia navale di Guadalcanal (13-15 novembre 1942) le opposte formazioni navali schierarono due corazzate ciascuna, i giapponesi la Hiei e la Kirishima, gli statunitensi la USS South Dakota e la USS Washington: mentre la Hiei fu gravemente danneggiata dal naviglio leggero e infine affondata da reiterati attacchi aerei, la Kirishima combatté le due corazzate statunitensi e inflisse pesanti devastazioni alla South Dakota prima di essere a sua volta colpita dalla Washington, le cui granate ne provocarono l'affondamento. Due anni più tardi, nel contesto della battaglia del Golfo di Leyte (23-26 ottobre 1944), sei corazzate guidate dal contrammiraglio Jesse Oldendorf aprirono il fuoco contro le corazzate giapponesi Yamashiro e Fuso, rivendicandone l'affondamento: in realtà la Fusō era già stata messa fuori combattimento dai rapidi attacchi condotti a scaglioni dai circa trenta cacciatorpediniere di cui il contrammiraglio Oldendorf disponeva, e inoltre lo schieramento statunitense contava una decina di incrociatori che contribuirono alla distruzione delle due unità.
La maturità raggiunta dall'arma aerea nel conflitto del Pacifico mostrò tutti i limiti delle grandi navi da battaglia, che furono relegate ai ruoli di bombardamento costiero e scorta alle portaerei: la Yamato e la sua gemella, la Musashi, furono infatti colate a picco da bombardieri e aerosiluranti ben prima di poter giungere a contatto con le navi statunitensi. I vertici militari della Marina imperiale capirono, se pure in ritardo, l'obsolescenza delle corazzate e perciò cancellarono i progetti relativi alla classe A-150 o "Super Yamato", avviati nel 1938, per concentrare le risorse nella costruzione di portaerei.

### Portaerei

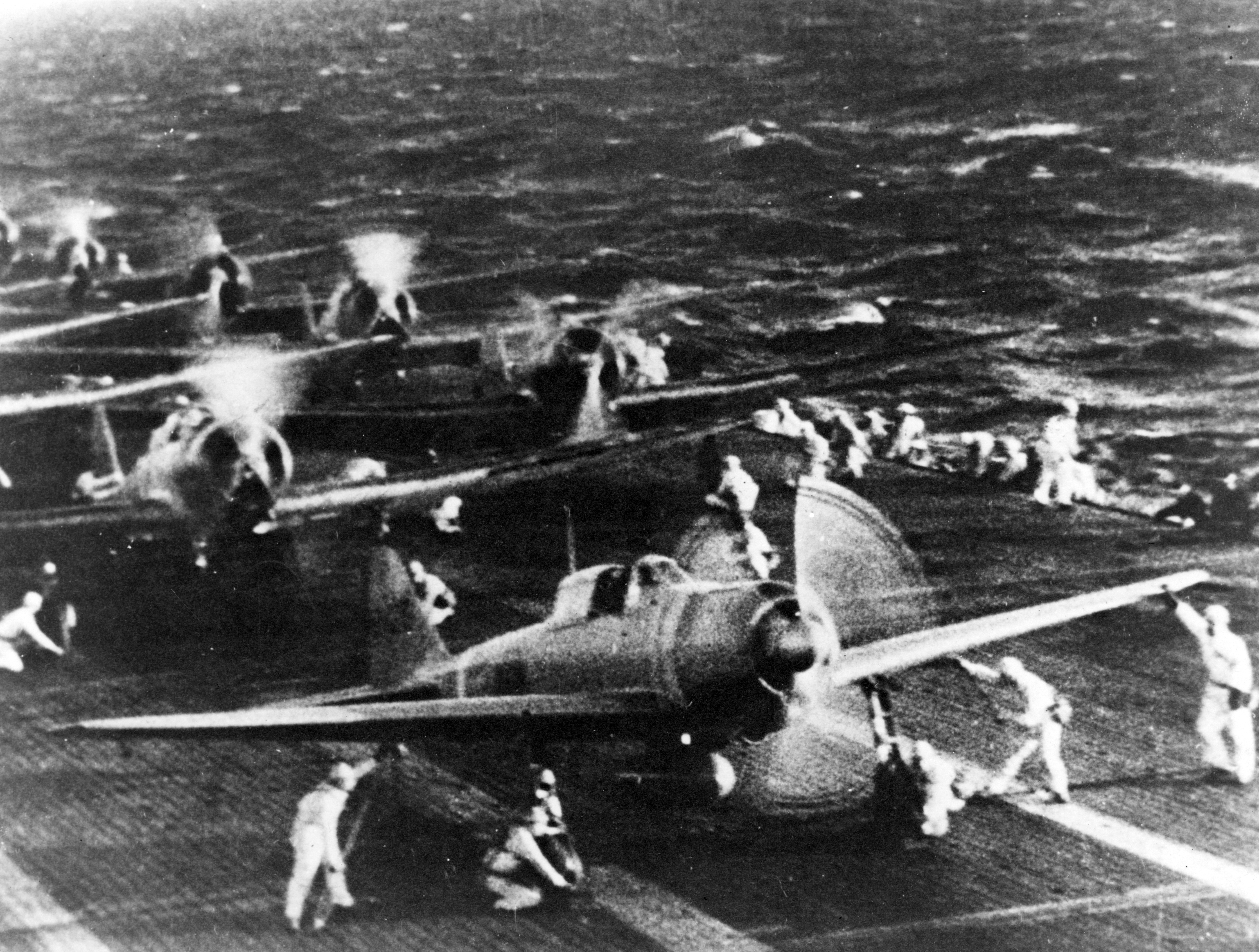
Numerosi caccia Zero sul ponte della portaerei Shokaku si preparano ad attaccare Pearl Harbor

Il Giappone enfatizzò particolarmente le portaerei e la Marina imperiale giapponese iniziò la guerra del Pacifico con dieci portaerei, la squadra di questo tipo meglio equipaggiata e addestrata del periodo; comunque diverse portaerei giapponesi erano di piccole dimensioni in accordo alle limitazioni imposte dal trattato navale di Washington e da quello scaturito dalla conferenza navale di Londra del 1930. All'inizio delle ostilità gli Stati Uniti possedevano sei portaerei, la metà operava nell'Oceano Atlantico e l'altra nel Pacifico, mentre il Regno Unito ne possedeva tre di cui solo una operante nell'Oceano Indiano. Le portaerei giapponesi avevano ottime caratteristiche se confrontate con ogni altra portaerei contemporanea: ad esempio, la classe Shokaku rispetto alla classe Yorktown era di superiore dislocamento (32 000 tonnellate a pieno carico contro 25 000 tonnellate) e vantava una maggiore velocità (34 nodi contro 32), che permetteva operazioni di volo agli aerei a pieno carico con un minore vento di prora; le Yorktown erano invece in vantaggio per la capienza, potendo trasportare novanta aerei contro settantadue. Il primato giapponese fu infine superato dalla classe Essex statunitense, messa a punto nei primi anni di guerra e in servizio dal 1943.
Comunque in seguito alla battaglia delle Midway, nella quale furono affondate quattro portaerei giapponesi, la Marina imperiale nipponica si trovò improvvisamente a corto di questo tipo di navi e iniziò una serie di progetti ambiziosi per convertire vascelli militari e commerciali in portaerei di scorta. Navi come la Hiyo e la Shinano divennero le più grandi portaerei della seconda guerra mondiale, anche se la conversione degli scafi non concepiti per ospitare degli hangar limitò fortemente le dimensioni del gruppo aereo potenzialmente imbarcato. Si tentò anche di costruire delle portaerei di squadra, ma la maggior parte di questi progetti non venne completata prima della fine della guerra.
Il vero problema per la flotta nipponica fu però nel prosieguo del conflitto la carenza di piloti navali addestrati, che potessero rimpiazzare le perdite iniziali subite nella battaglia del mar dei Coralli e nella battaglia di Midway. Questo condusse alla rapida diminuzione dell'efficacia dell'aviazione imbarcata, e portò a disastri come la battaglia del Mare delle Filippine del giugno 1944.

### Incrociatori

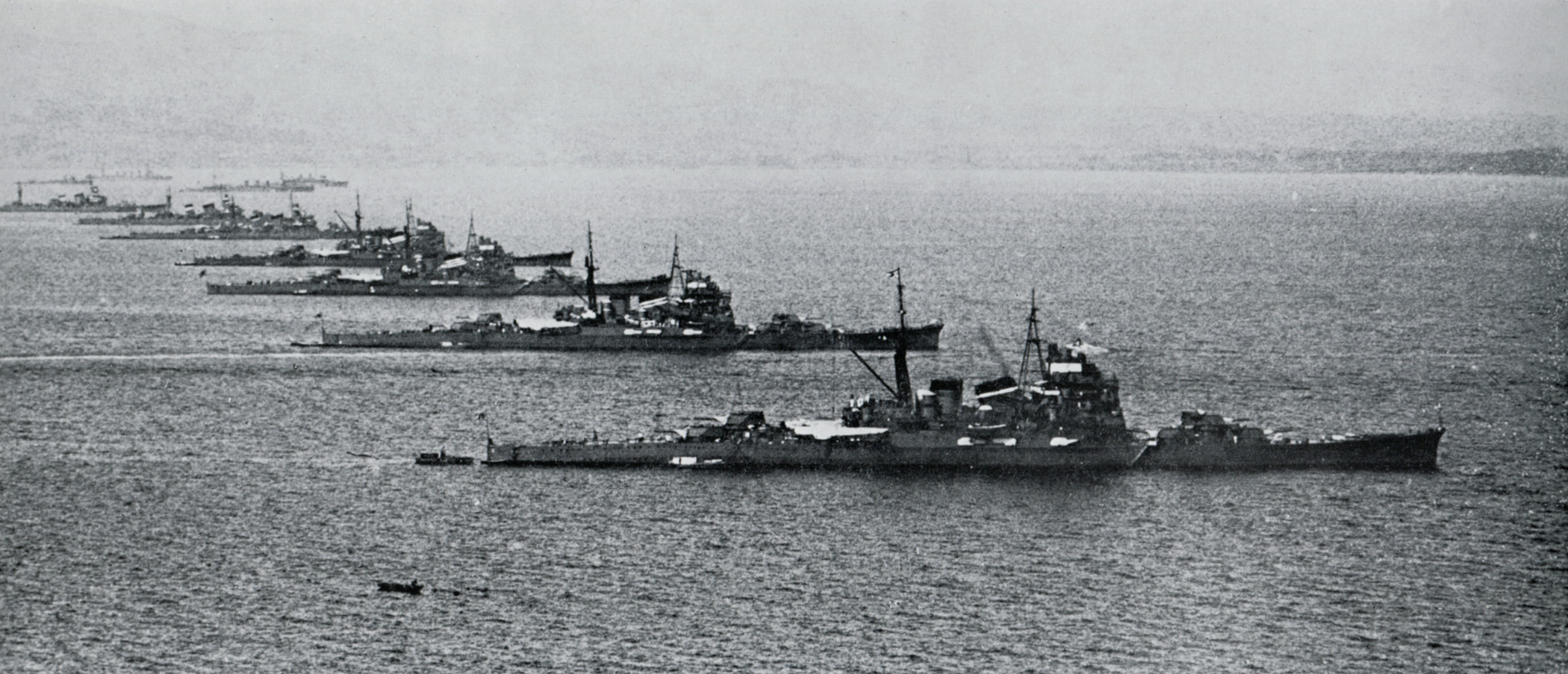
La 4ª Divisione (sentai) incrociatori in primo piano (classe Takao), ancorata a Shinagawa nel 1935; allineate, anche la 6ª (classe Aoba) e 8ª Divisione (classe Nagara)

Il Giappone affrontò il conflitto con un numero consistente di incrociatori tra pesanti e leggeri. Dei diciotto incrociatori pesanti in servizio, i due della classe Tone erano i più recenti: entrati in servizio nel 1938-1939, si trattava di navi veloci e stabili, capaci di tenere il mare anche in condizioni difficili e con una buona abitabilità; tuttavia erano stati impostati come "incrociatori portaidrovolanti", con l'intero armamento principale (quattro torri con pezzi da 203 mm) installato a prua, lasciando spazio a poppa per un hangar, due catapulte e cinque idrovolanti. Infatti nell'aviazione della Marina imperiale i compiti di esplorazione non venivano svolti da velivoli a bordo delle portaerei, che erano caccia, bombardieri e siluranti, ma dagli idrovolanti a bordo degli incrociatori. La classe Tone era uno sviluppo della precedente classe Mogami di quattro unità, in origine impostati come incrociatori leggeri dotati di torri trinate da 155 mm nel rispetto dei vincoli di tonnellaggio massimo imposti dal trattato navale di Londra del 1930 (10 000 tonnellate): la robustezza degli scafi era dunque discutibile, tanto più che lo stato maggiore generale della marina aveva obbligato i progettisti a installare troppe armi in relazione alle dimensioni e solidità degli scafi. Durante le prove di tiro, perciò, le bordate complete causarono deformazioni e fratture nelle strutture, composte di lastre saldate. Nel corso degli anni trenta le torri furono rimpiazzate da modelli binati con cannoni da 203 mm, con le quali affrontarono il conflitto.
Gli incrociatori leggeri erano presenti in numero di venti allo scoppio del conflitto, tutti di limitato tonnellaggio e armati con sei o quattro cannoni da 140 mm o 127 mm, in quanto erano stati concepiti non come unità da battaglia ma per fungere da conduttori di flottiglia dei cacciatorpediniere; durante la guerra vennero costruite la classe Agano in quattro esemplari con cannoni da 152 mm e l'esemplare unico Oyodo, con sei cannoni da 155 mm. Nessuna di queste navi aveva una potenza di fuoco paragonabile ai più moderni incrociatori leggeri statunitensi della classe Brooklyn e nessuna, tranne il Sakawa e il Kitakami, sopravvisse al conflitto.

### Cacciatorpediniere

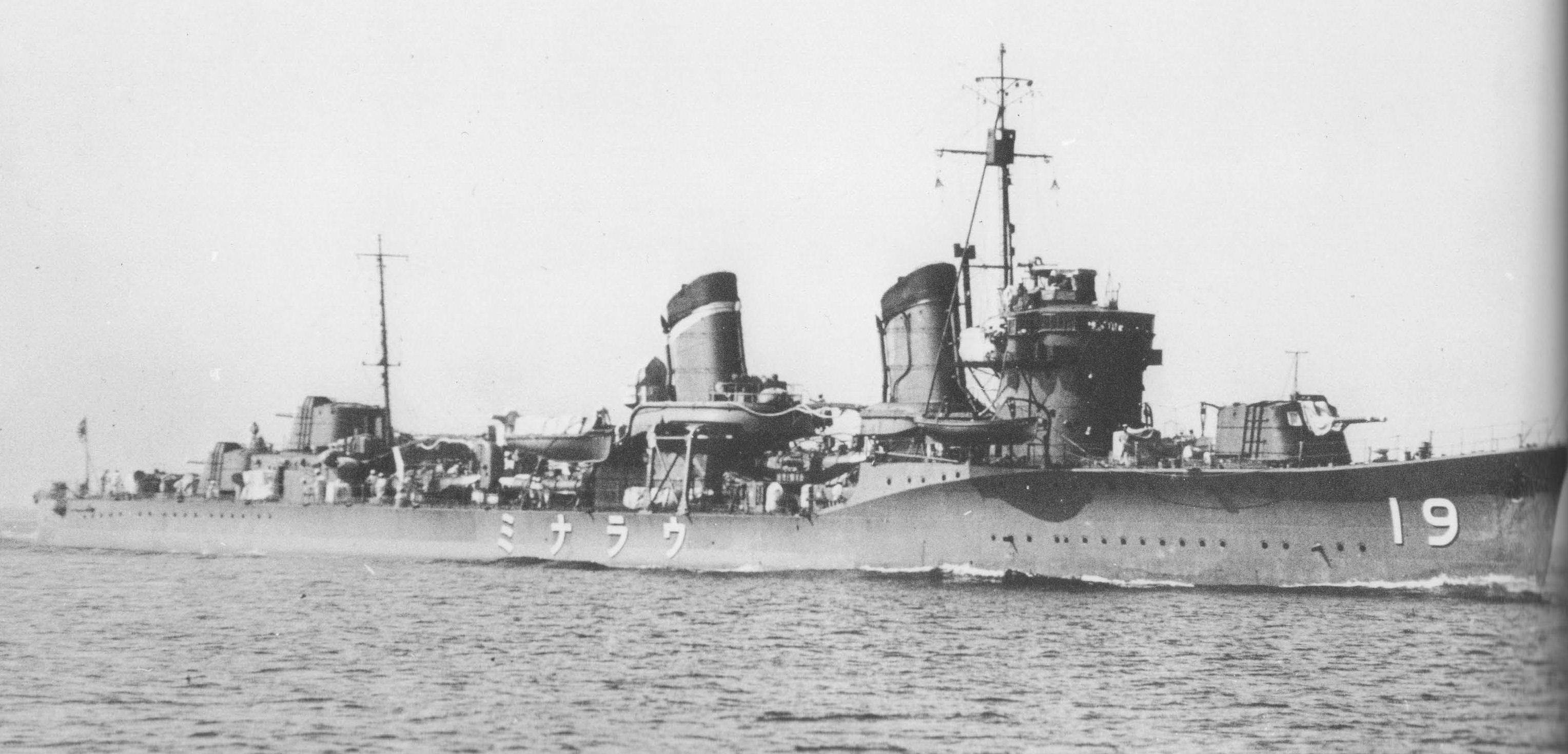
Il cacciatorpediniere Uranami della classe Fubuki

La produzione di cacciatorpediniere fu molto ampia: quattordici classi diverse di cacciatorpediniere di squadra più tre di cacciatorpediniere di scorta (detti "di seconda classe") prestarono servizio durante la guerra. La più vecchia era la classe Minekaze, costruita a partire dal 1919 in quindici unità, che venne poi declassata a compiti di scorta ai convogli e trasporto ad alta velocità, come la successiva classe Kamikaze. La classe Fubuki, con ventiquattro unità e impostata nel 1926, fu considerata all'epoca la più moderna classe di cacciatorpediniere al mondo, con cannoni in torretta anziché scudati. Le successive classi videro una riduzione del dislocamento rispetto alla Fubuki pur cercando di mantenerne l'armamento, con l'ulteriore aggravio di modificare i motori e le torrette dei cannoni per il tiro contraereo; il risultato fu un aumento della distribuzione dei pesi in alto con gravi problemi di stabilità, che comportò la modifica o ricostruzione della classe Hatsuharu.

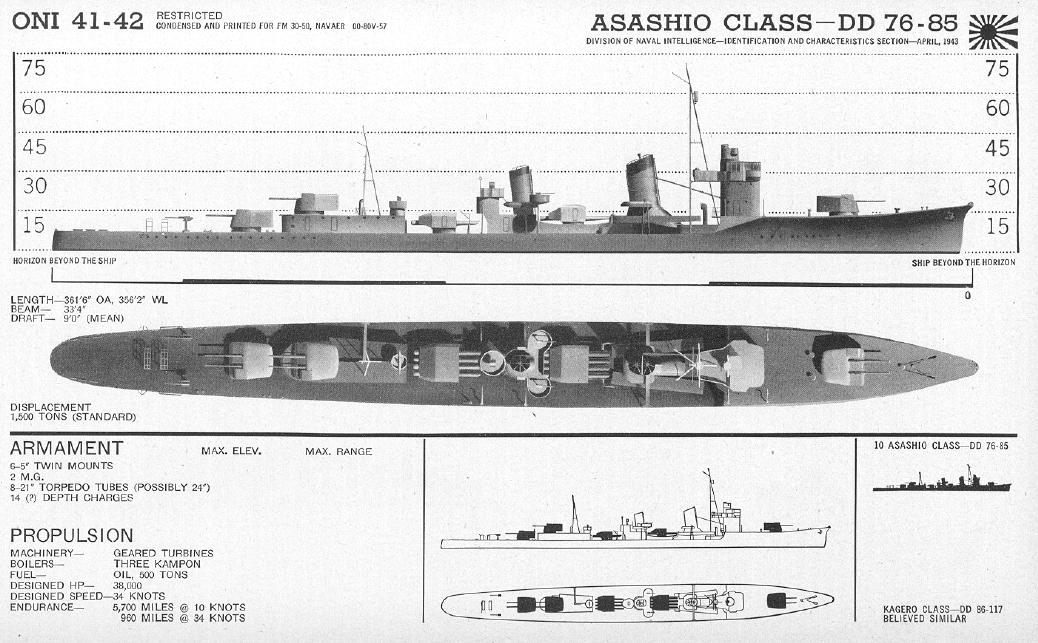
Tabella di identificazione edita dall'Office of Naval Intelligence statunitense della classe Asashio

Le altre classi fino alla Kagero vennero sempre più perfezionate e furono quelle con le quali la Flotta Combinata affrontò le fasi iniziali del conflitto, scortando le sue unità da battaglia; le successive posero un'enfasi sempre maggiore sull'armamento antiaereo, che venne comunque variato nelle classi precedenti anche a scapito dell'armamento principale, e sui sistemi radar. I cannoni da 127 mm che armavano le potenti unità della classe Yugumo, da 2 700 tonnellate di stazza, vennero sostituiti da più numerosi e mobili cannoni da 100 mm nella classe Akizuki, mentre furono mantenuti in numero minore nelle classi Matsu e Tachibana. Gli esperimenti condussero anche nel maggio 1943 a un esemplare unico, lo Shimakaze ("Vento dell'isola") da 3 400 tonnellate a pieno carico, capace di una velocità di punta di 40,9 nodi grazie a un enorme motore ad alta pressione da 80 000 shp (60 000 kW); era stato armato con quindici tubi lanciasiluri in tre impianti quintupli e ventotto mitragliere antiaeree nell'aggiornamento di inizio 1944 (a scapito dell'armamento principale ridotto a quattro cannoni da 127 mm).
La stragrande maggioranza di queste oltre centosessanta unità venne affondata da attacchi aerei o da sommergibili e ben poche arrivarono alla fine del conflitto; alcune unità vennero cedute all'Unione Sovietica (Harutsuki) o alla Repubblica della Cina (Yoizuki) in conto riparazioni dei danni di guerra, altre vennero rottamate subito per il loro stato di usura o dopo essere state utilizzate per il rimpatrio dei soldati giapponesi.

### Navi mercantili armate (Tokusetsu Junyokan)
Il successo delle navi corsare tedesche nella prima guerra mondiale attirò l'attenzione della Marina imperiale giapponese. Nel 1941 la Aikoku Maru e la Hokoku Maru, due navi passeggeri e da carico della Osaka Shipping Line che gestiva i viaggi marittimi con il Sud America, furono requisite e convertite in incrociatori ausiliari, con una velocità di 21 nodi e un armamento principale rispettivamente di otto cannoni da 127 mm e quattro tubi lanciasiluri da 533 mm (Aikoku) e otto cannoni da 150 mm e quattro tubi lanciasiluri da 533 mm (Hakoku). Prima e durante il conflitto nel Pacifico, il Giappone trasformò in incrociatori ausiliari un totale di tredici navi mercantili in seguito ai risultati ottenuti con la classe Aikoku Maru (formata dalle due precedenti unità). I giapponesi però a differenza dei tedeschi non usavano le unità in modo nascosto, quindi modificandone di volta in volta l'aspetto esteriore in modo da farle somigliare ad altre navi e ingannare le unità alleate, per cui i successi reali furono limitati a quattro affondamenti. Inoltre alla fine del 1943 cinque di tali incrociatori erano stati affondati, perciò lo stato maggiore generale riutilizzò sei navi corsare come navi da trasporto o appoggio. Gli ultimi due mercantili armati andarono perduti in azione nel 1944.

### Navi ausiliarie
Alla fine del 1941 la Marina imperiale giapponese requisì cinque navi mercantili per convertirle in navi trasporto sottomarini (Sensui-Bokan): Heian Maru, Yasunuki Maru, Nagoya Maru, Rio de Janeiro Maru, Santos Maru. Nel 1942 le navi erano pronte come trasporti sommergibili e lo stesso anno fu loro affiancata la Hie Maru; nel 1943 si aggiunse anche la Tsukushi Maru. Prima della fine del 1942, però, la Nagoya Maru fu ritirata e riutilizzata come trasporto e nel 1943 pure la Hie Maru e la Santos Maru furono reimpiegate in tale compito. Infine nel 1945 la Tsukushi Maru fu del pari riclassificata come trasporto.
Diciannove unità ausiliarie furono trasformate in navi trasporto aerei (Tokusetsu Suijoki-Bokan); di queste una era della classe Tsurumi, quattro della classe Kamikawa Maru, due della classe Kashii Maru, due della classe Sakito Maru; vi erano infine alcune uniche del loro modello (Sanyo Maru, Notoro, Kamoi). Ciascuna trasportava dai dodici ai diciotto aerei. Le due navi della classe Chitose furono invece trasformate in vere e proprie portaerei, ognuna con gruppo imbarcato forte di venti-trenta velivoli.

### Sommergibili e sottomarini

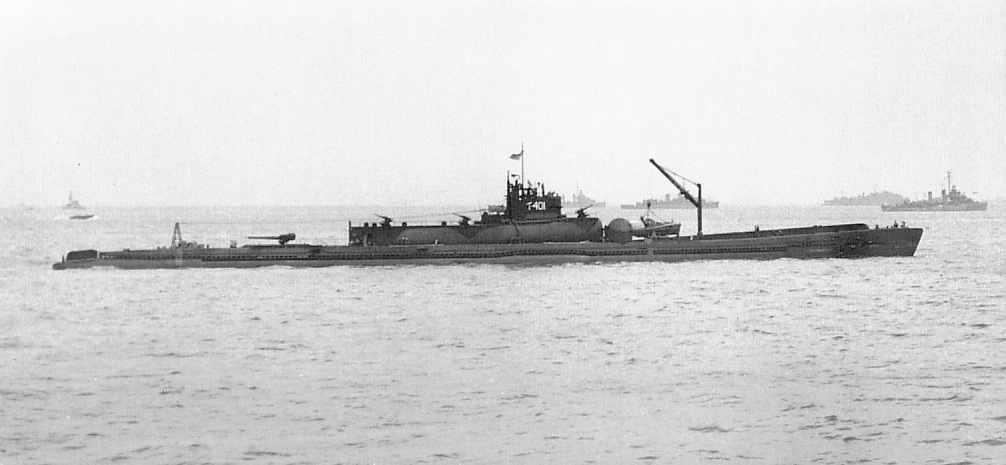
Un esemplare della classe I-400, il più grande tipo di sommergibili della seconda guerra mondiale

La forza subacquea nipponica era stata inizialmente, negli anni venti del ventesimo secolo, concepita come arma di attrito verso la marcia della flotta da battaglia statunitense composta da navi da battaglia da 21 nodi di velocità verso le acque giapponesi; pertanto il suo compito era di ridurre il numero delle navi avversarie prima della grande battaglia finale prevista dalla strategia dell'epoca. Col cambio di strategia statunitense, che incentrò la flotta su gruppi da battaglia su portaerei veloci da 30 nodi e corazzate veloci di scorta, i sommergibili persero il ruolo principale ma nonostante ciò vennero poco impiegati contro il naviglio mercantile alleato, e spesso divennero bersagli per la sempre più addestrata flotta di sommergibili statunitense.
Il Giappone possedeva di gran lunga la più diversificata flotta di sommergibili della seconda guerra mondiale, incluse torpedini guidate (Kaiten), sottomarini tascabili (classe Ko-hyoteki, classe Kairyu), sommergibili per missioni speciali (soprattutto rifornire guarnigioni isolate, gestiti dall'esercito), sommergibili a lungo raggio d'azione (molti dei quali trasportavano un aereo); inoltre, già all'inizio della guerra, dispiegava alcuni sottomarini (classe I-201), distinti dai sommergibili perché più veloci in immersione. Inoltre erano allo studio sommergibili portaerei, dotati dello spazio e delle strutture per accogliere alcuni bombardieri disassemblati: verso la fine del conflitto la marina nipponica immise in servizio poche unità della classe I-400, la più grande della seconda guerra mondiale. Anche questi battelli furono equipaggiati con gli efficaci siluri Type 93.
Un idrovolante Yokosuka E14Y, caricato su uno di questi grandi sommergibili a lungo raggio (I-25), riuscì a compiere l'unico bombardamento del territorio continentale degli Stati Uniti. Il 9 settembre 1942 l'equipaggio assemblò il velivolo a fianco del sommergibile, emerso con il favore del mare calmo, raggiunse il territorio dell'Oregon e sganciò due bombe incendiarie da 70 chili, allo scopo di incendiare le vaste distese boscose della regione, colpirne l'economia e possibilmente scatenare il panico tra la popolazione. Tuttavia l'azione non sortì alcun effetto, in quanto il clima di settembre non favorì il propagarsi delle fiamme. Altre unità portarono a termine missioni transoceaniche, arrivando a operare fino in Europa; un idrovolante partito da sommergibile sorvolò la Francia in un raid a fini propagandistici.

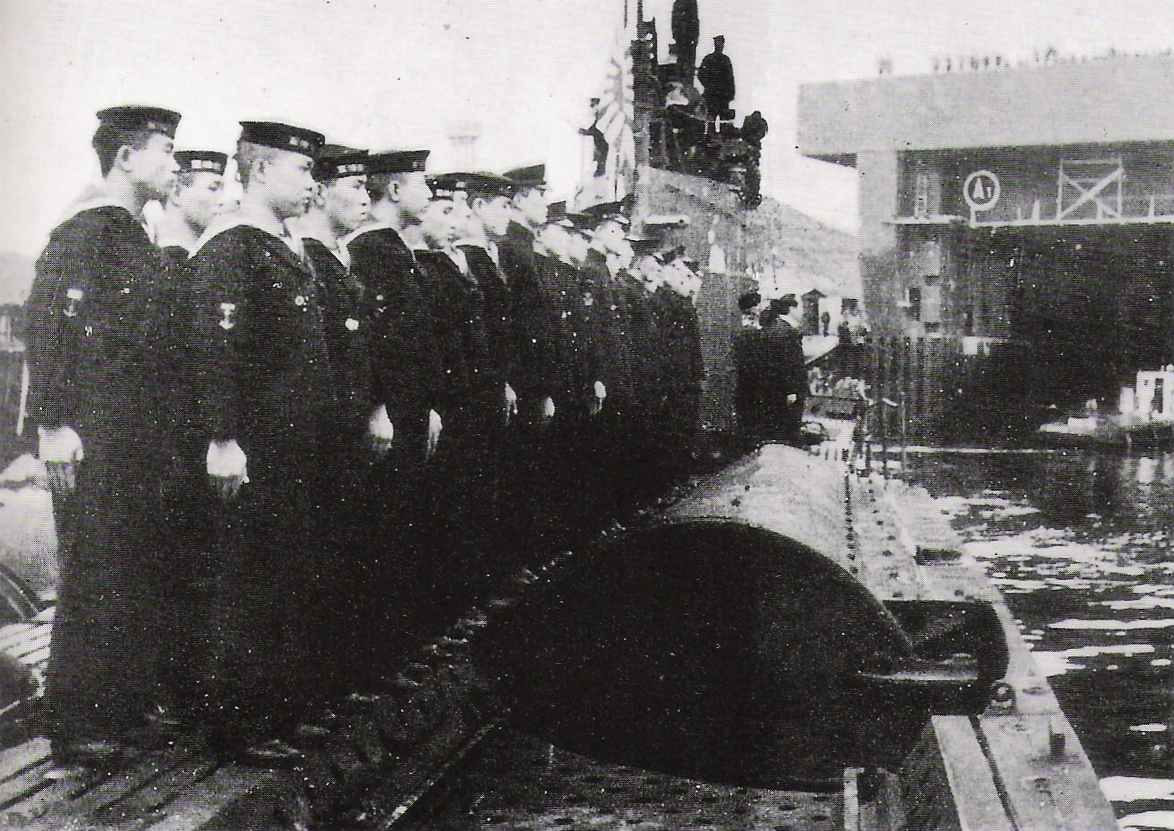
Il sommergibile I-8 a Brest in Francia nel 1943

Globalmente, nonostante le loro capacità tecniche, i sommergibili giapponesi non ebbero un gran successo. Furono spesso usati in ruoli offensivi contro navi da guerra, obiettivi veloci, manovrabili e ben difesi a confronto delle navi mercantili. Nel 1942 i battelli nipponici riuscirono ad affondare due portaerei di squadra (USS Yorktown, USS Wasp) un incrociatore leggero (USS Juneau), alcuni cacciatorpediniere e altro naviglio, nonché ad arrecare danni più o meno gravi ad altre unità; ma con la riorganizzazione, rafforzamento e aumento quantitativo delle flotte statunitensi, i sommergibili della Marina imperiale non furono più capaci di infliggere perdite importanti. L'Office of Naval Intelligence statunitense in un report del 1944 temeva molto le capacità offensive della flotta sottomarina nipponica, "benché questa non fosse stata impiegata come principale arma tattica" e prevedeva che sarebbe stata una formidabile linea difensiva durante l'assalto finale alle isole del Giappone. Verso la fine della guerra vennero invece usati per trasportare rifornimenti alle guarnigioni sparse sulle isole del Pacifico e non attaccate dai nemici. Durante la guerra il Giappone riuscì ad affondare circa 1 milione di tonnellate di navi mercantili (184 navi), in confronto al 1,5 milione di tonnellate del Regno Unito (493 navi), 4,65 milioni di tonnellate degli Stati Uniti (1 079 navi) e 14,3 milioni di tonnellate della Germania (2 840 navi).
I primi modelli di sommergibile in dotazione alla marina nipponica non furono molto manovrabili in immersione, non potevano raggiungere grandi profondità e mancavano di radar. Nel corso del conflitto anche unità che erano state equipaggiate con un radar furono in alcuni casi affondate grazie alla capacità dei rilevatori di emissioni radar statunitensi: per esempio, il sommergibile USS Batfish affondò tre sommergibili equipaggiati con radar nel corso di quattro giorni, nel febbraio 1945. Al termine del conflitto molti dei più originali sommergibili e sottomarini giapponesi (i battelli portaerei I-14,I-400, I-401, e i battelli veloci I-201 e I-203) vennero inviati alle Hawaii nell'ambito della operazione Road's End ("fine della strada") per una approfondita analisi tecnica dalla quale vennero ricavati importanti conoscenze; in seguito vennero affondati nel 1946, quando i sovietici chiesero di poterli visionare.

### Aviazione navale

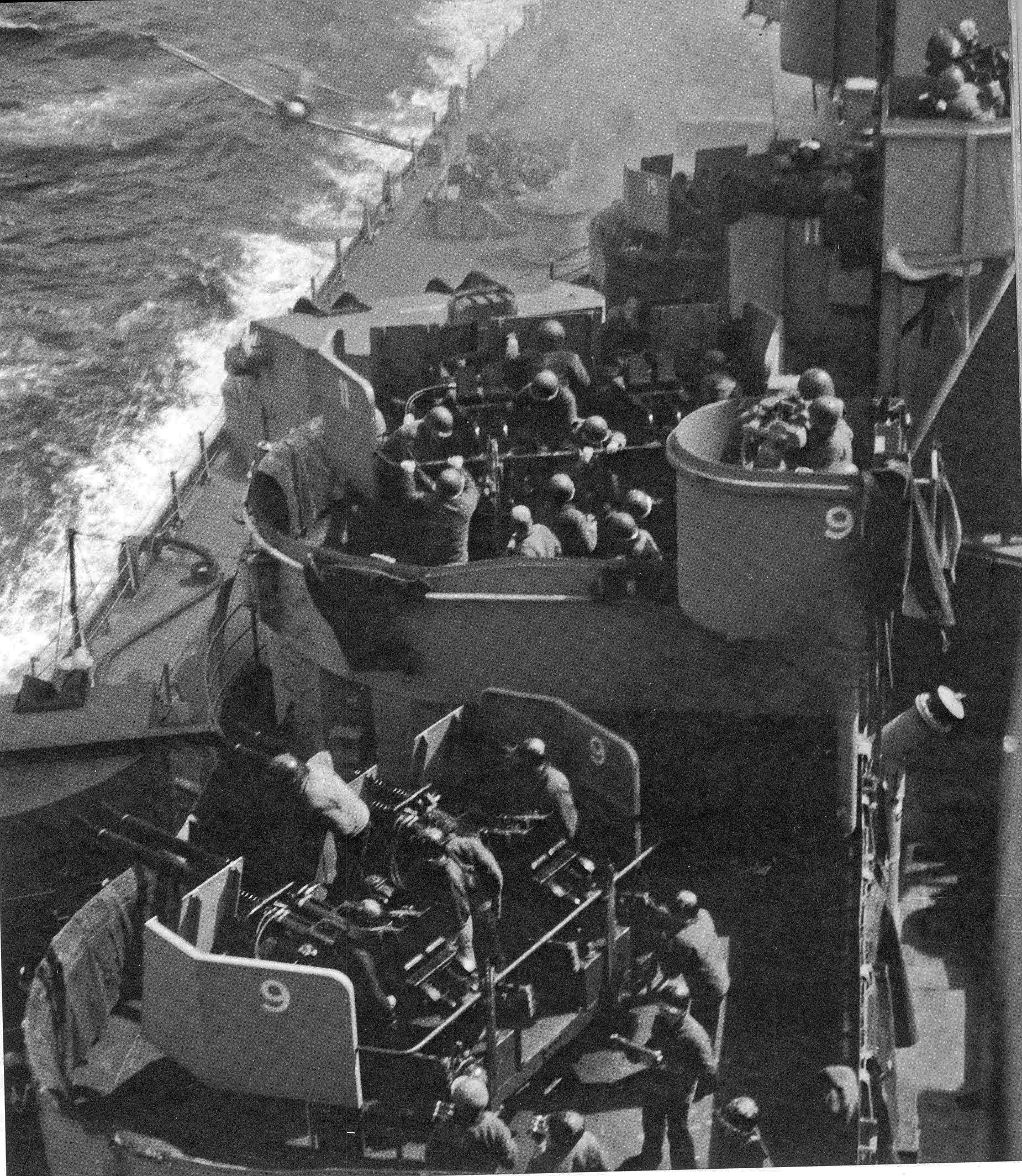
Un kamikaze (uno Zero) in procinto di colpire la corazzata

Il Giappone iniziò la guerra con una forza aeronavale ottimamente addestrata e impostata su alcuni dei migliori aeroplani da combattimento dell'epoca: il caccia Mitsubishi A6M, più noto come "Zero", era considerato il miglior caccia imbarcato al mondo all'inizio della guerra; il bombardiere bimotore Mitsubishi G3M poteva vantare una raggio d'azione e una velocità superiori ai modelli occidentali coevi; l'idrovolante Kawanishi H8K era tra i migliori al mondo. Il corpo aereo della Marina imperiale all'inizio della guerra era di altissimo livello a paragone dei suoi omologhi contemporanei: ciò era da ascriversi all'addestramento e all'esperienza bellica maturata durante la seconda guerra sino-giapponese. La marina aveva anche alle sue dipendenze una valida forza di bombardamento tattico basata (oltre che sui già citati G3M) sul bombardiere bimotore Mitsubishi G4M; stormi composti da questi due apparecchi destarono viva impressione quando il 10 dicembre 1941 affondarono la HMS Prince of Wales e la HMS Repulse, due navi corazzate e bene armate che, per la prima volta nella storia militare, erano state eliminate con l'utilizzo esclusivo dell'arma aerea.
Con il proseguire della guerra, gli Alleati scoprirono rapidamente le debolezze dell'aviazione di marina nipponica: sebbene la maggior parte dei velivoli fosse caratterizzata da una grande autonomia, erano molto limitati in corazzatura e armamento difensivo. In conseguenza di ciò, i più numerosi, meglio armati e corazzati velivoli statunitensi furono in grado di sviluppare nuove tattiche che annullavano rapidamente il vantaggio degli aerei giapponesi. Inoltre, a causa di ritardi nello sviluppo dei motori, la Marina giapponese incontrò notevoli difficoltà nel concepire nuovi e competitivi progetti con il proseguire della guerra; da ciò ne conseguì una produzione sì copiosa ma in generale di decrescente qualità. In seguito alla battaglia del Golfo di Leyte, la Marina imperiale iniziò a espandere e generalizzare il drammatico impiego di aerei in attacchi suicidi, i cosiddetti kamikaze.

### Reparti terrestri

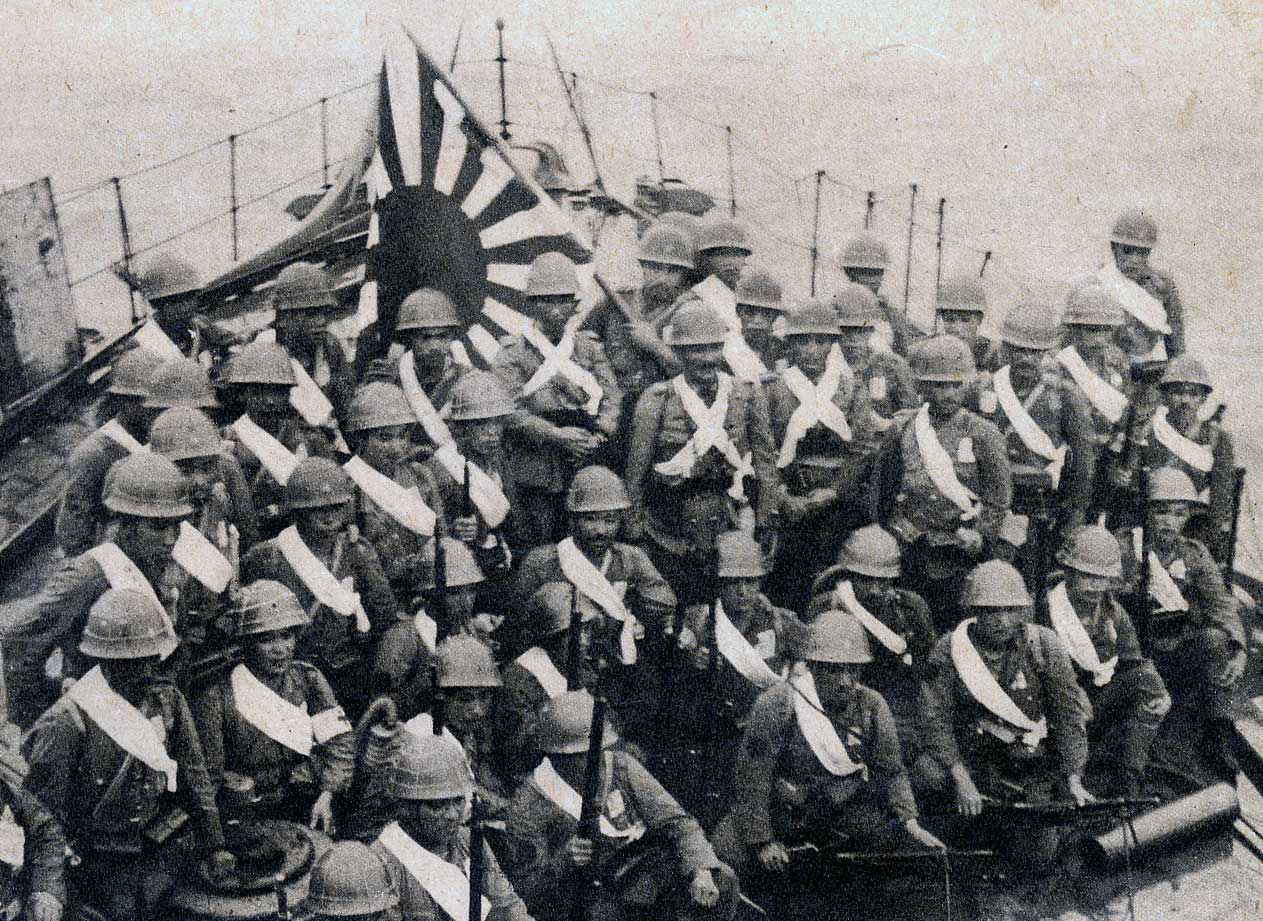
Rikusentai giapponesi ad Anqing, in Cina, nel giugno 1938

All'epoca della seconda guerra mondiale la Marina imperiale controllava anche un considerevole numero di unità terrestri: contingenti per il presidio delle basi navali e aeree, unità di artiglieria costiera e antiaerea, reparti di genieri navali e addetti alle costruzioni oltre a specialisti vari; molte di queste unità furono impiegate per opporsi alle offensive anfibie degli statunitensi contro le isole controllate dai giapponesi. La Marina disponeva di un proprio corpo di polizia militare, la Tokeitai, utilizzata anche come braccio operativo per i servizi segreti navali e come polizia coloniale nelle zone controllate dalla marina.
La principale componente terrestre controllata dalla Marina era la Kaigun Tokubetsu Rikusentai ("Forza navale speciale da sbarco" o KTR), il corpo di fanteria di marina del Giappone: costituito a partire dal 1928, alla vigilia della seconda guerra mondiale annoverava undici distinti distaccamenti di base in Giappone più altri quattro in Cina, unità delle dimensioni di un battaglione e con un organico variabile che andava da un minimo di 750 a un massimo di 1 500 uomini. Le unità della KTR erano specificatamente addestrate per guidare le operazioni di assalto anfibio, come la 3ª Forza speciale da sbarco di Kure, anche se alcune avevano un addestramento più specialistico: due distaccamenti furono addestrati come paracadutisti nel settembre 1941, mentre altri erano dotati di veicoli corazzati anfibi come il carro armato anfibio Type 2 Ka-Mi.

## L'eredità
In seguito alla resa incondizionata agli Alleati e all'occupazione del suolo patrio, l'intera Marina imperiale giapponese venne dissolta con la nuova costituzione che afferma: «Il popolo giapponese rinuncia per sempre alla guerra come diritto sovrano della nazione e alla minaccia dell'uso della forza come mezzo per risolvere le dispute internazionali».
L'attuale marina giapponese è subordinata al comando della Jieitai ("Forza di autodifesa giapponese") ed è stata designata come Kaijō Jieitai, stante per "Forza di autodifesa marittima".